# Tanmono

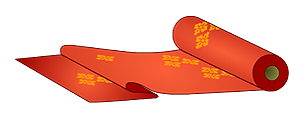
Aufgerollter Tanmono

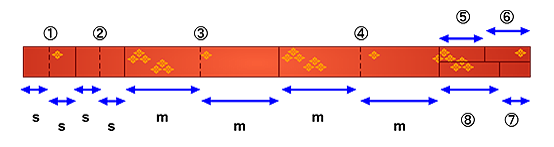
Schnittmuster für einen Kimono von einem Tanmono

Ein Tanmono (反物たんもの) ist ein Ballen eines traditionellen japanischen, schmal gewebten Stoffes. Er wird zur Herstellung von traditioneller japanischer Kleidung, textilen Raumteilern, Segeln und anderen traditionellen Stoffartikeln verwendet.
Tanmono werden in Tan-Einheiten gewebt, einer traditionellen Maßeinheit für Stoff. Die Stoffbahn ist etwa 35–40 Zentimeter breit und 12 Meter lang. Für einen Kimono benötigt man ein Tan (Ittan) Stoff. Tanmono werden an einem Handwebstuhl ohne fliegendes Schiffchen in schmalen Breiten gewebt.

## Fasern
Ein Tanmono kann aus einer Vielzahl von Fasern gewebt werden, darunter Seide, Wolle, Hanf, Leinen und Baumwolle. In neuerer Zeit sind auch Polyester oder Viskose beliebt, da diese Stoffe leicht zu waschen sind.
In der Jomon-Zeit (8000–300 v. Chr.) stellten die Menschen gezwirnte Textilien aus den Bastfasern einer Vielzahl von Wildpflanzen her. Zu den Wildfasern (nuno) gehören die innere Rinde von Bäumen oder Sträuchern (juhi) und Grasfasern (sohi).
Zwischen dem 2. und 3. Jahrhundert v. Chr. begannen Einwanderer vom Festland, die domestizierte Ramie-Pflanze zu nutzen. Zu dieser Zeit war auch Seide bekannt, wurde aber nur von der Oberschicht genutzt. Papier wurde im 3. und 4. Jahrhundert n. Chr. entwickelt, und Textilien, die Papierfasern enthielten, wurden wahrscheinlich ab dem 5. und 6. Jahrhundert n. Chr. gewebt, allerdings gibt es dazu kaum Aufzeichnungen.
Im 7. und 8. Jahrhundert n. Chr. brachten Einwanderer aus der Tang-Dynastie neue Produktionstechniken für Textilien mit und die japanische Seidenweberei verbesserte sich. Seide wurde für edle Stoffe verwendet. Wogegen Seidenreste aus zerbrochenen, verklumpten oder weggeworfenen Seidenkokons zum Weben von Stoffen geringerer Qualität wie Tsumugi verwendet wurden. Daraus entstand eine Art weicher, ungleichmäßiger Seide, die wenig von ihrem typischen Glanz hat.
Im 15. Jahrhundert wurde die Baumwolle aus Korea eingeführt. Bis Mitte des 17. Jahrhunderts war Baumwolle in Japan nicht weit verbreitet; die einfachen Leute waren weiterhin auf wilde und kultivierte Bastfasern angewiesen. Die Stoffe der Arbeiter wurden meist aus Hanf oder Ramie (Asa) hergestellt. Baumwolle war teurer, insbesondere außerhalb der westlichen Regionen Japans, wo sie nicht angebaut wurde. Gebrauchte Baumwollstoffe wurden jedoch auch an Bauern außerhalb dieser Gebiete verkauft und wegen ihrer Weichheit und Wärmespeicherung gegenüber Hanfstoffen bevorzugt. Die Weberei war weitgehend ein Heimgewerbe, bis in den 1870er Jahren in Japan erstmals Baumwollstoffe maschinell hergestellt wurden. Tanmono werden nun oft maschinell gewebt.
Kamiko („Papierkind“) ist ein weiches, flexibles Papier, dessen Rückseite mit Baumwolle oder Seide verklebt ist. Es ist stark wärmeisolierend. Kimonos aus Kamiko wurden von den Armen der Edo-Zeit getragen; teurere Kamiko-Kimonos waren aufwändig verziert. Kamiko wurde auch für die Herstellung anderer Kleidungsstücke verwendet.
Meisen, ein heller, glänzender, haltbarer Stoff, der maschinell aus Seide hergestellt wird, wurde erstmals im späten 19. Jahrhundert hergestellt und erfreute sich in den 1920er und 1930er Jahren großer Beliebtheit. Es ist eine glänzendere, maschinell hergestellte Version von Tsumugi. Wolle, insbesondere Merinowolle, wurde in der gleichen Zeit eingeführt und war weit verbreitet.
Viskose (Jinken) wurde ab den 1920er Jahren in großem Umfang verwendet; früher wurde Viskose nach dem Cupro-Verfahren hergestellt, das auch heute noch in einer Fabrik in Japan eingesetzt wird (Stand 2020). Obwohl die Haltbarkeit von Zellwolle durch Verbesserungen im Produktionsprozess Ende des 20. Jahrhunderts erheblich verbessert wurde, sind die frühen japanischen Zellwollgewebe für ihre geringere Haltbarkeit bekannt, da sie anfälliger für altersbedingten Abbau sind und da die Fasern bei Kontakt mit Wasser geschwächt werden.  Die meiste Viskose wird heute nach dem Viskoseverfahren hergestellt, bei dem giftiger Schwefelkohlenstoff verwendet wird. Die Schwefelkohlenstoffemissionen sind bei in Japan hergestellter Zellwolle rückläufig, aber in den anderen asiatischen Herstellerländern werden sie nicht kontrolliert (Stand 2004) oder sind nicht bekannt, genauso wenig wie die negativen Gesundheitsfolgen.

### Liste von Fasern

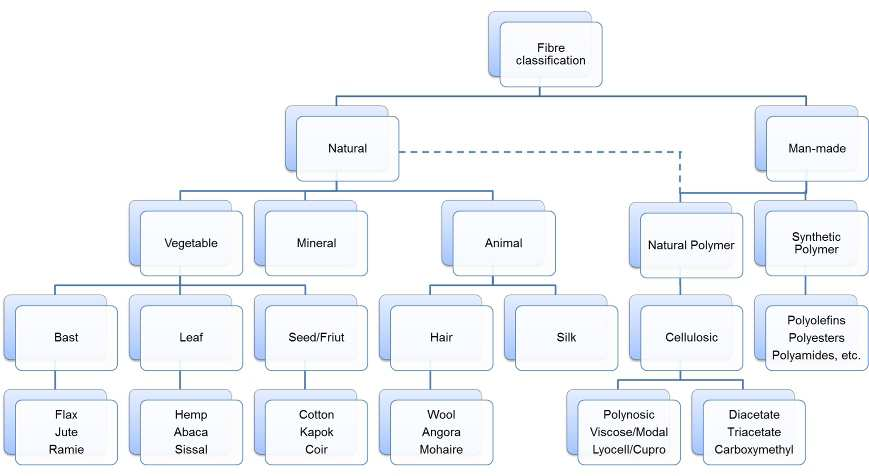
Klassifizierung der Fasern pro Quelle

- Nuno (eine Wildfaser, meist aus Bast):
  - Bashō (Bananenfaser, Musa basjoo)
  - Yamafuji (Wisteria, Wisteria brachybotrys)
  - Shina (Linde, Tilia japonica)
  - Kozo (Maulbeerbaum, Broussonetia kazinoki)
  - Kaji (Maulbeerbaum, Broussonetia papyrifera)
  - Irakusa (Nessel, Urtica dioica)
  - Kuzu (Pfeilwurz, Pueraria hirsuta)
  - Atsushi (Ulme)
- Asa (Hausbast):
  - Hanf (Cannabis sativa)
  - Ramie
  - Flachs (common flax; Linum usitatissimum)
- Seide (Maulbeer-Seidenraupe; Bombyx mori)
- Baumwolle (Pflanzensamen)
- Viskose (regenerative Zellulose)
- Polyester (synthetisches Polymer)
- Sakiori (Lumpentuch, gewebt mit Kettfäden aus Bastfaser und Schussfäden aus Lumpenbaumwolle)

## Gewebe
Für Tanmono werden in der Regel vier Grundwebarten verwendet.
- Hira-ori, ein einfarbiges Gewebe, ist einfach, strapazierfähig und weit verbreitet. Aya-ori oder Shamon-ori ist eine Köperbindung, die weiche, fließende Stoffe ergibt.
- Shusu-ori ist eine Satinbindung; sie ist dick und glänzend und hat einen schweren Fall,[17][18] Aber die langen Schlingen führen dazu, dass der Stoff sich leicht verfängt. Schwarze Shusu-Seide wurde früher häufig als Rückseite für den Chūya Obi verwendet.
- Mojiri-ori ist eine Kategorie von Gazegeweben, die für Sha-, Ro- und Ra-Gaze verwendet werden. Sie verwenden gedrehte Kettfäden.[17]
- Mon-ori (Musterweben) umfasst die Musterung durch Variation der Bindung und die Musterung durch Weben mit unterschiedlich gefärbten Fäden. Zu den gewebten Mustern gehören aya (gemusterter Köper), donsu (Satin-Damast), rinzu (gemusterte Seide) und mon-chirimen (gemusterter Crepe).[17]

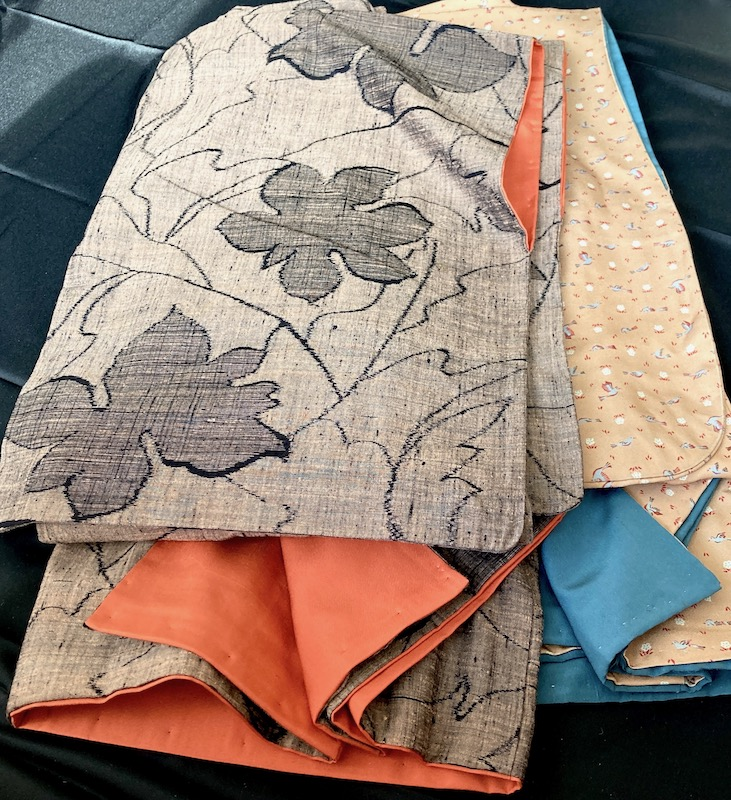
Tsumugi ist ein einfacher Webstoff, der aus geflammten Seidengarnen gewebt wird.
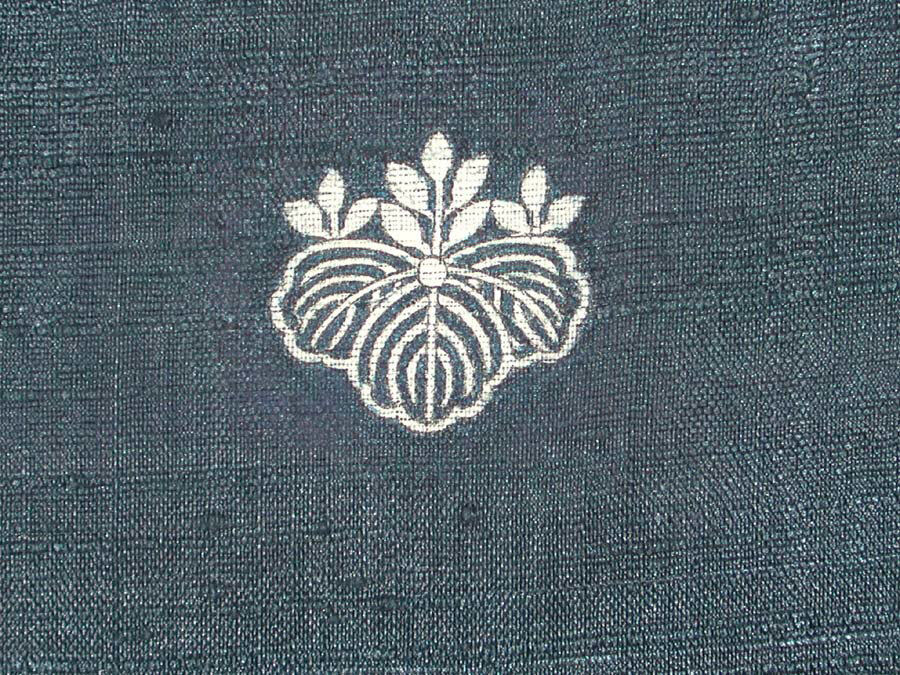
Tsumugi mit einem gefärbten Mon, der eine leichte Unebenheit im Fadendurchmesser aufweist
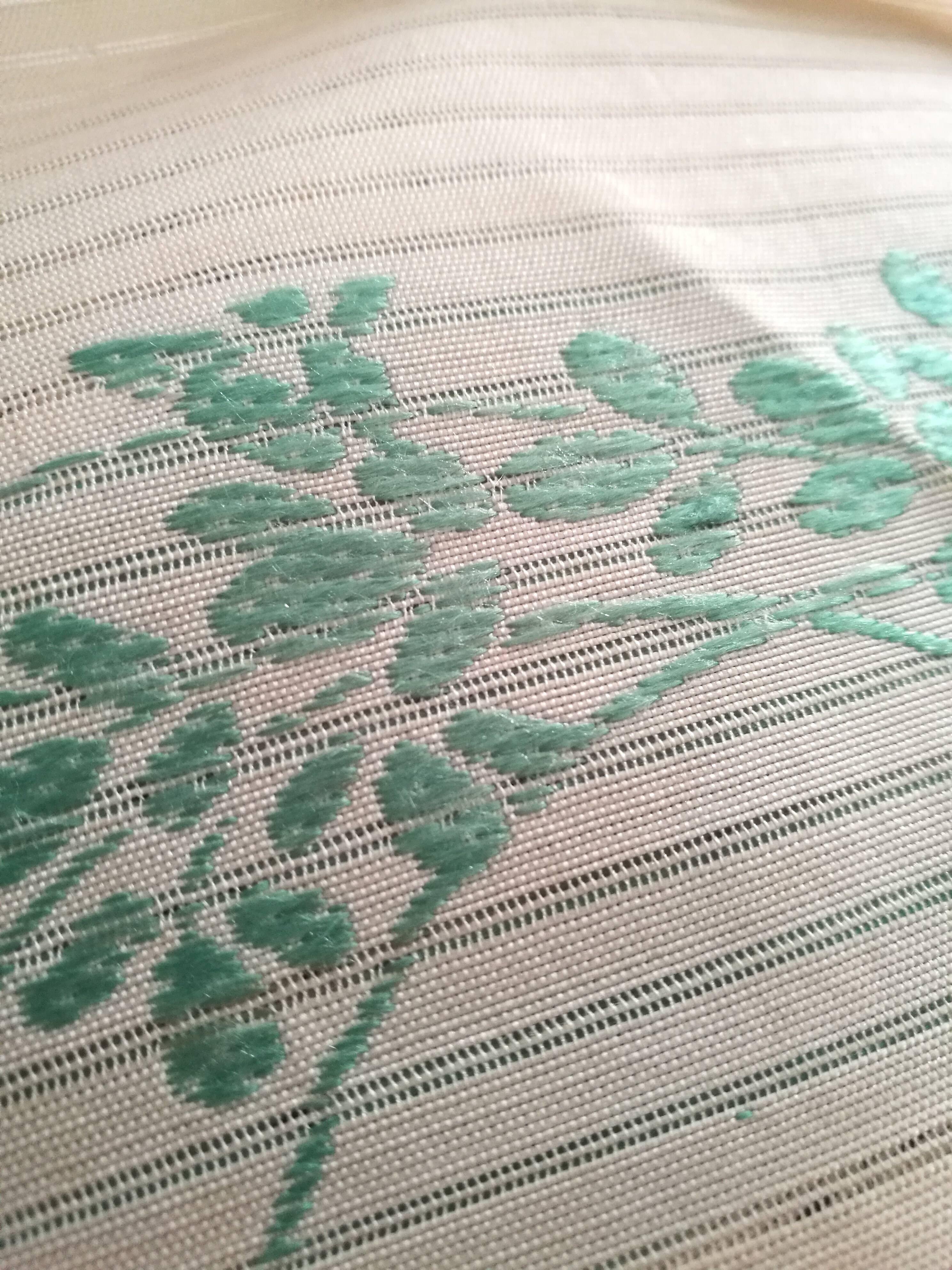
Ro-Gewebe mit Stickerei
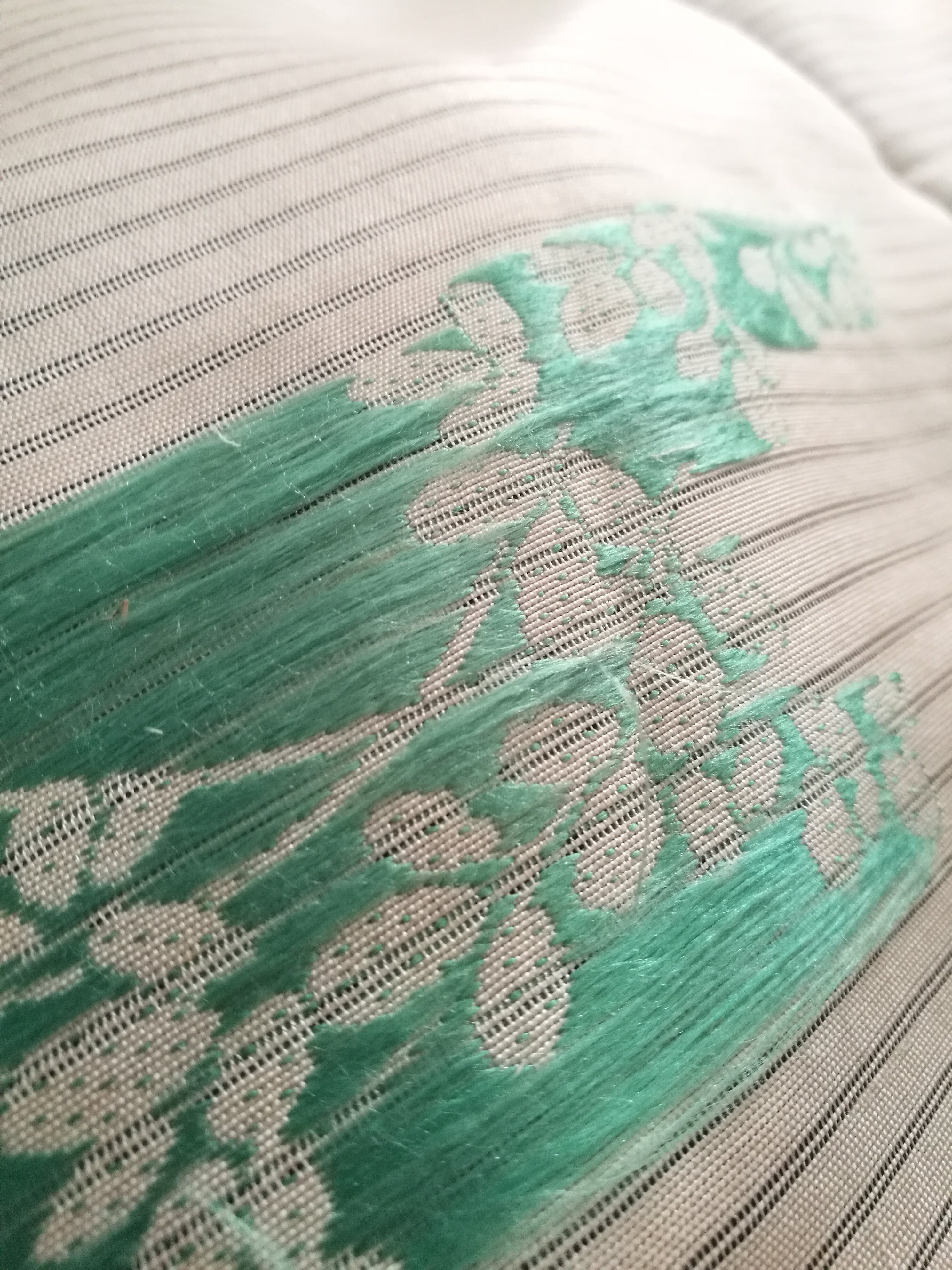
Rückseite einer flachen Seidenstickerei nach Ro-Webart
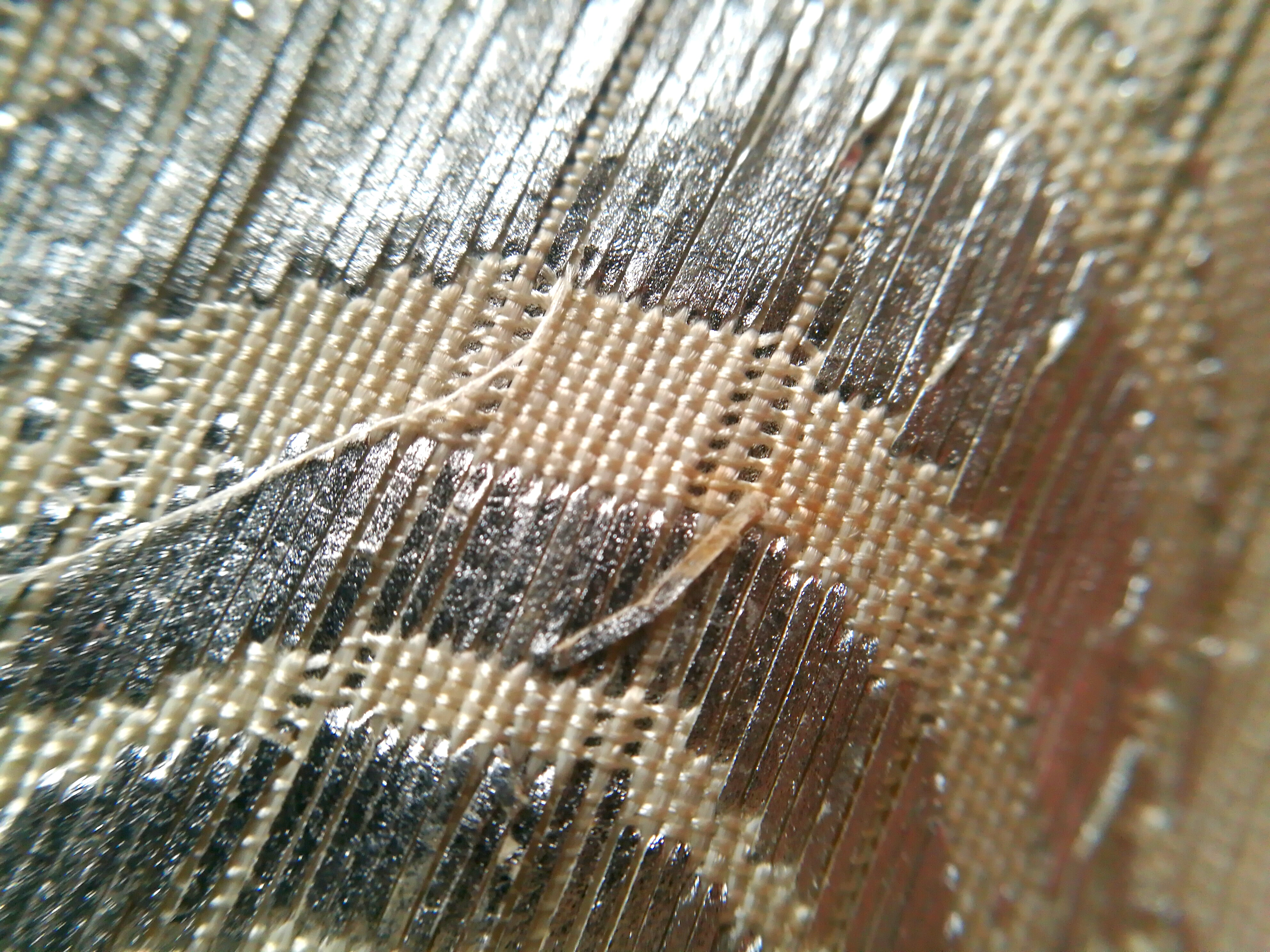
Ro-Gewebe mit versilberter Washi-Stickerei (Papier) mit gedrehter Kette
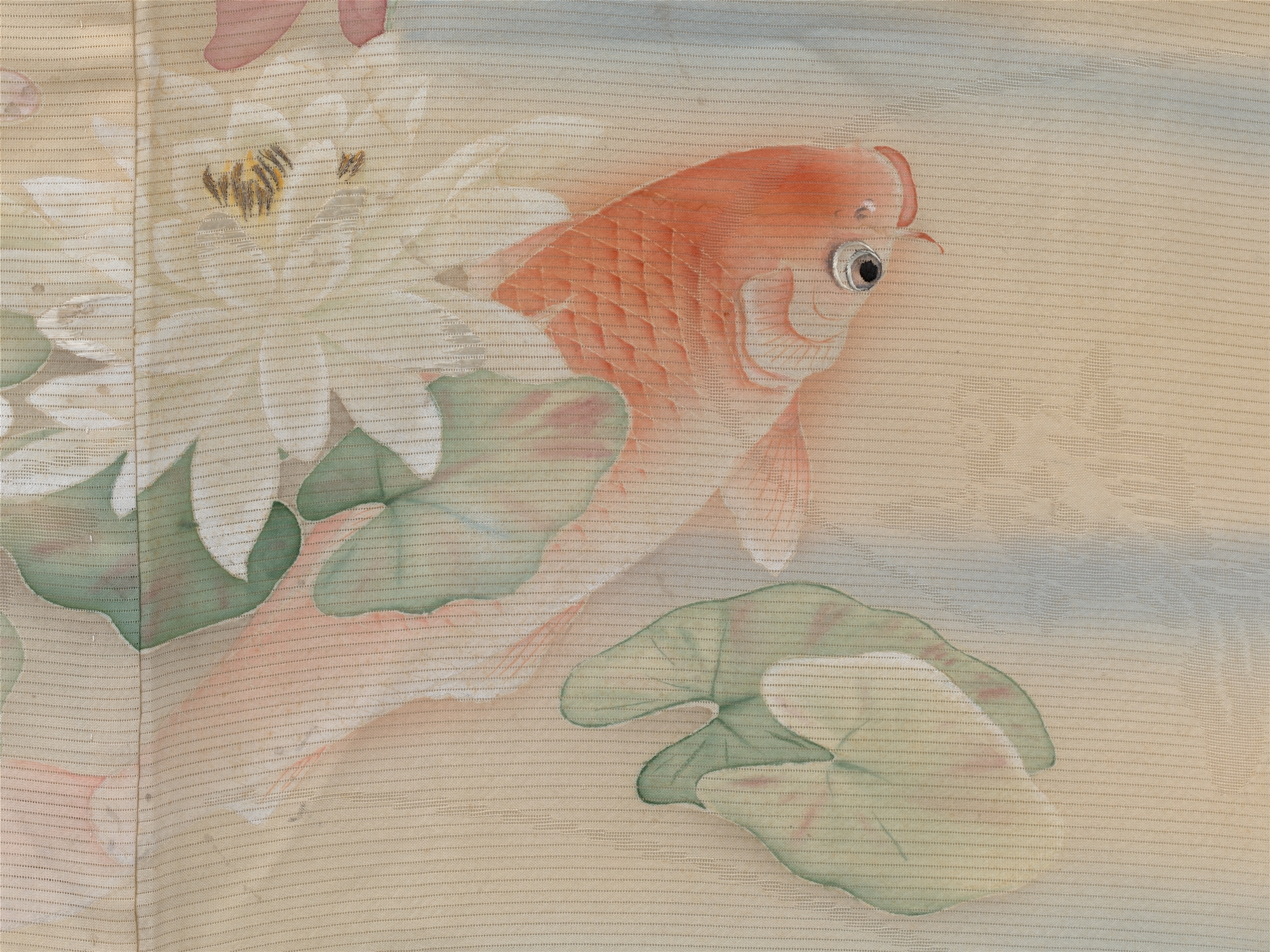
Figuratives Ro-Gewebe in Reservetechnik mit Handbemalung und Stickerei
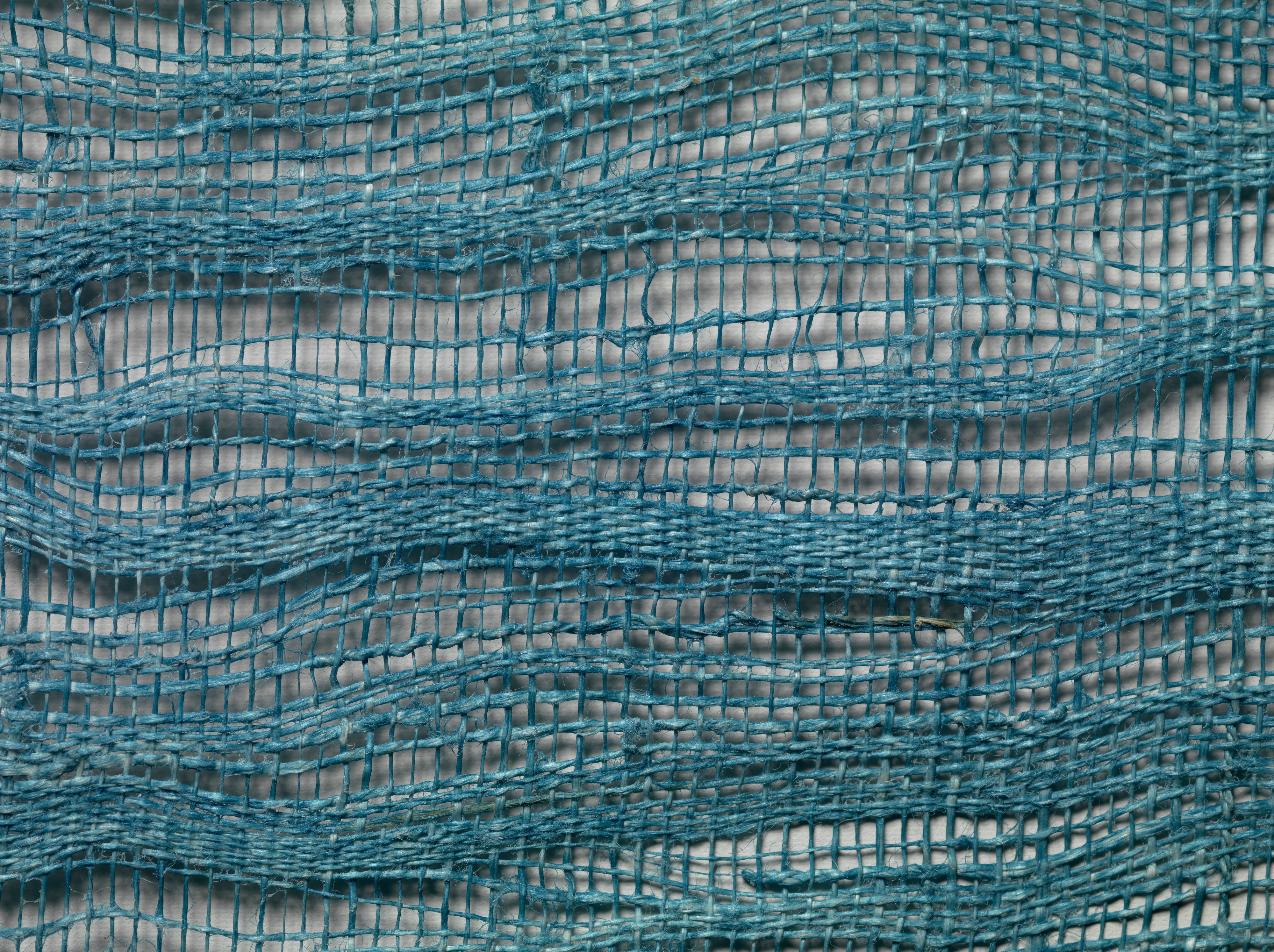
Yore, ein ungleichmäßiger Mull-Crêpe aus Noh
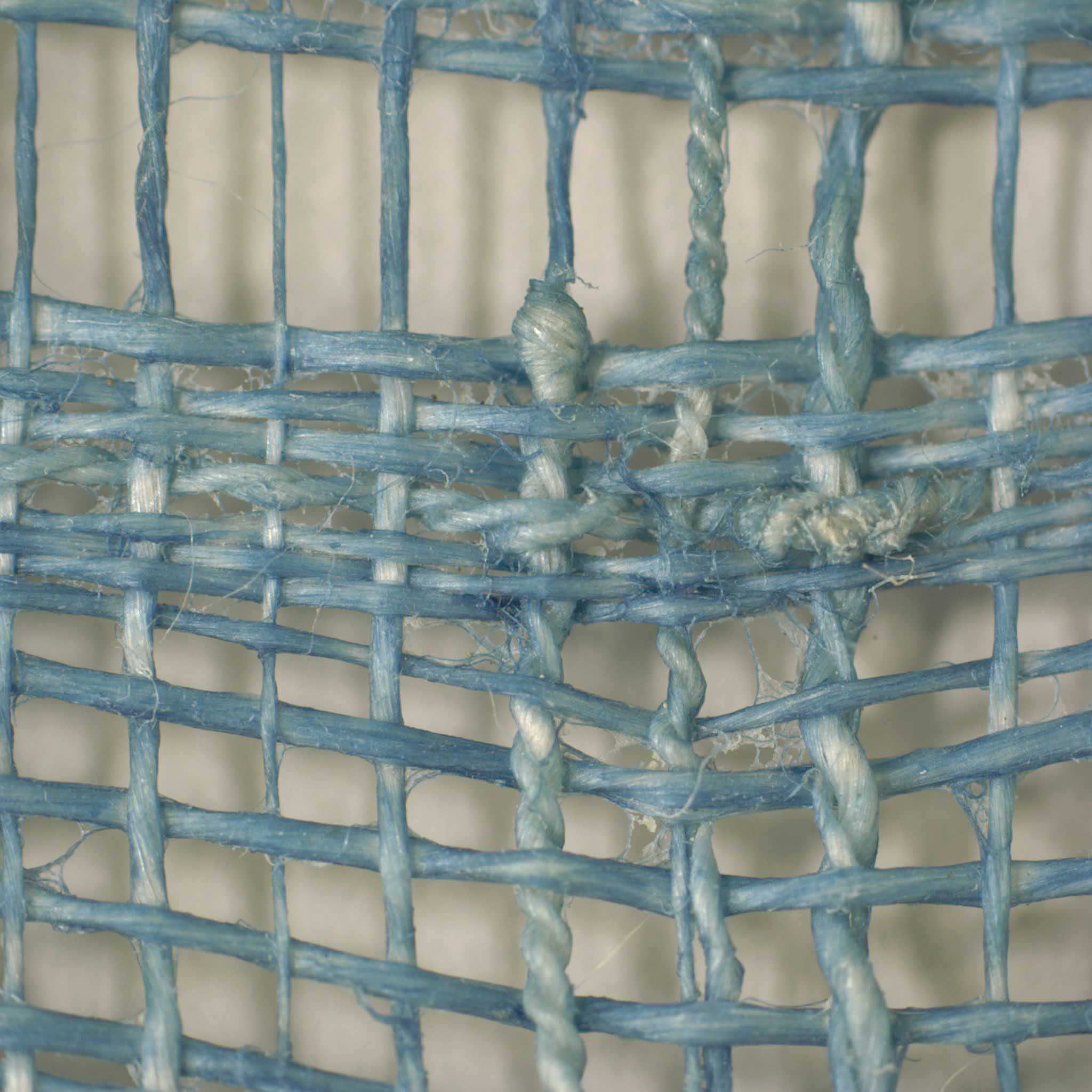
Nahaufnahme
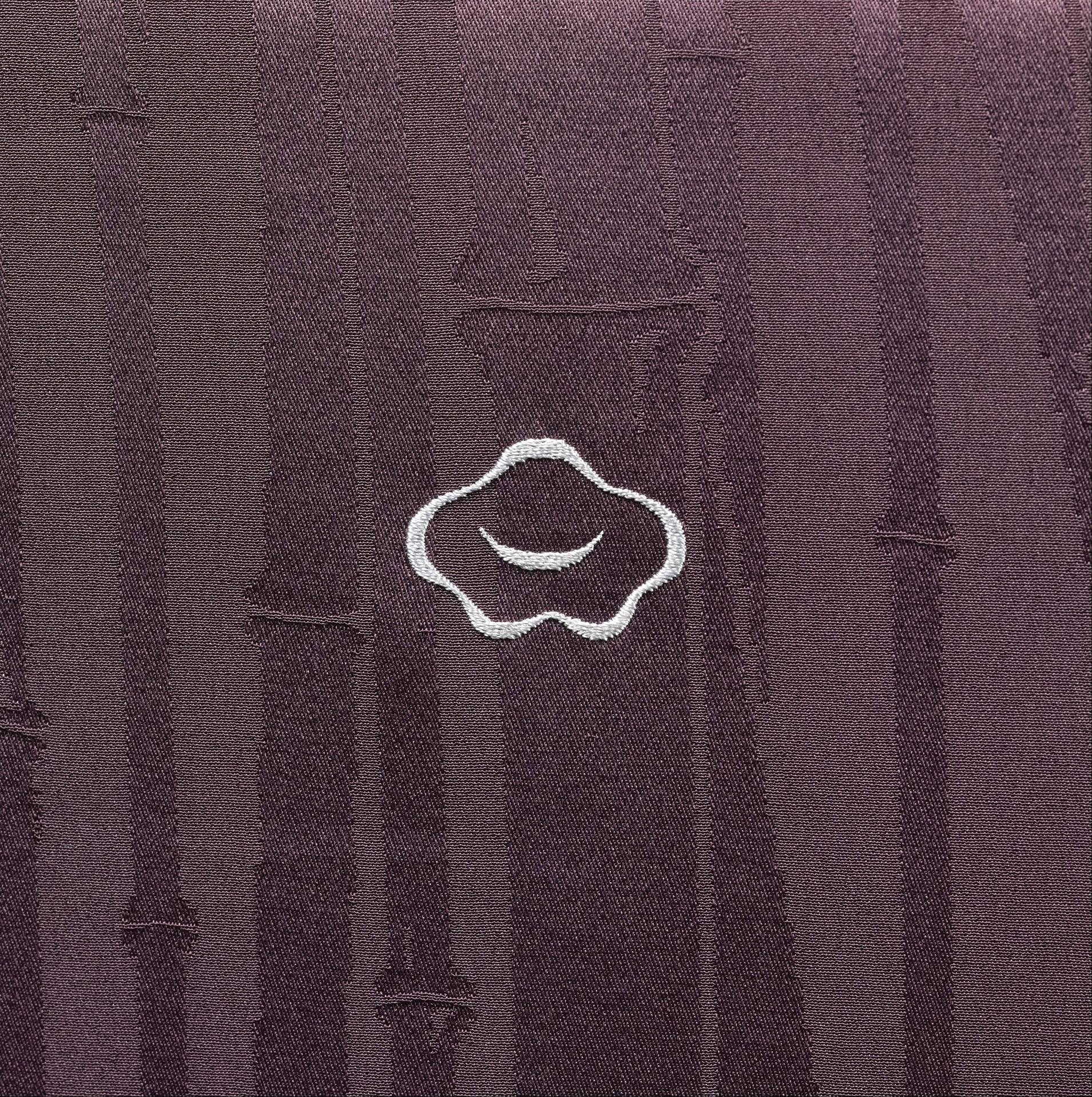
Seidenkimono (Rinzu), der in einem Bambusmuster gewebt und mit einem weißen Mon bestickt ist
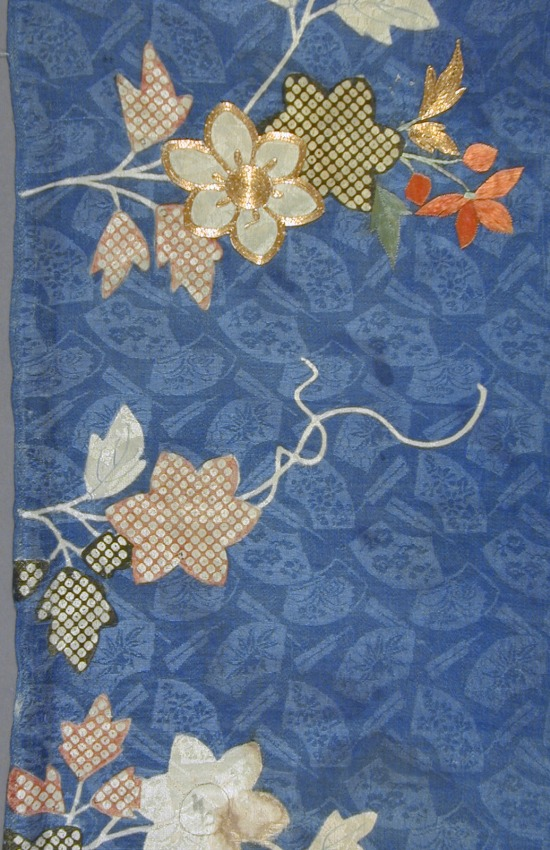
Rinzu (gemusterte Seide), gefärbt mit blauem Grund und Shibori-Mustern (Batik) und Goldstickerei
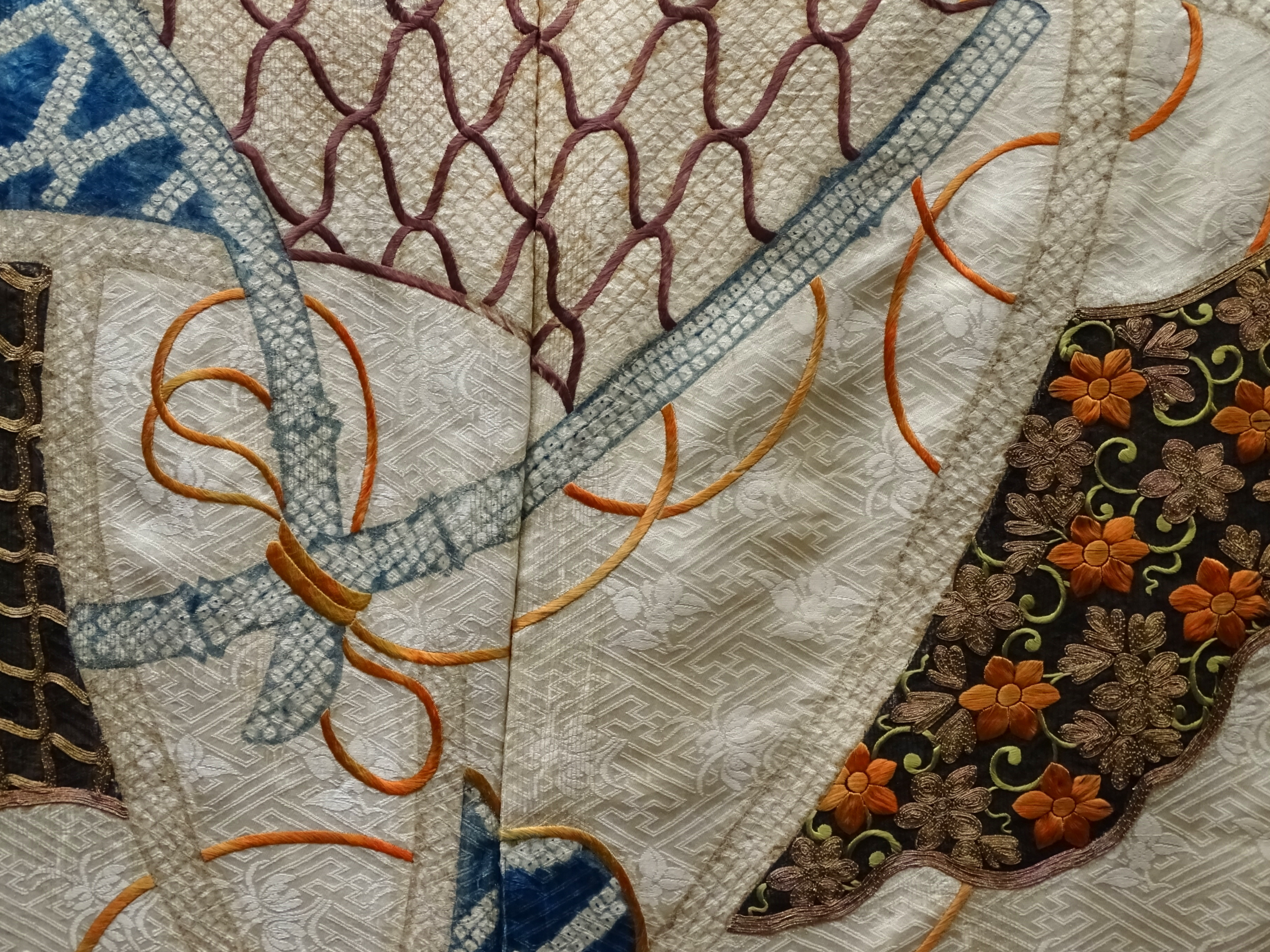
Rinzu Satin, gefärbt und reich bestickt
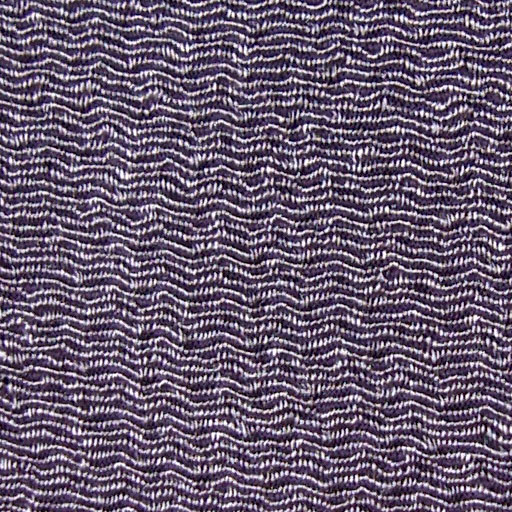
Ein Viskose-Chirimen (japanischer Crêpe)
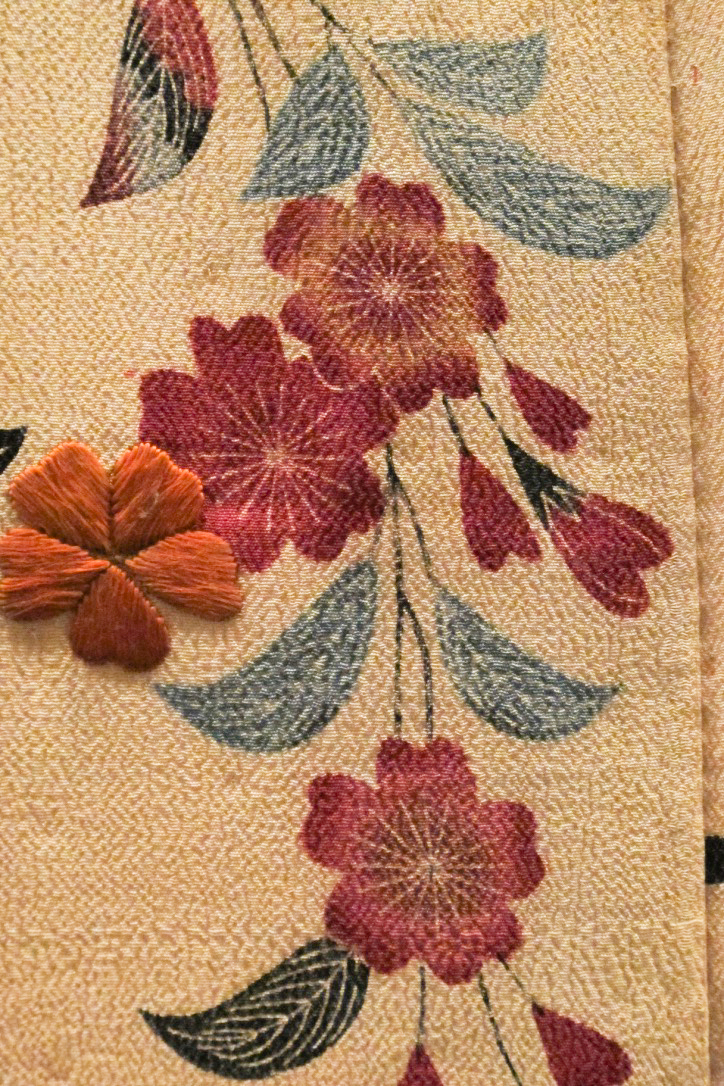
Gefärbter und bestickter Chirimen

## Webtechnik, Maße und Verwendung

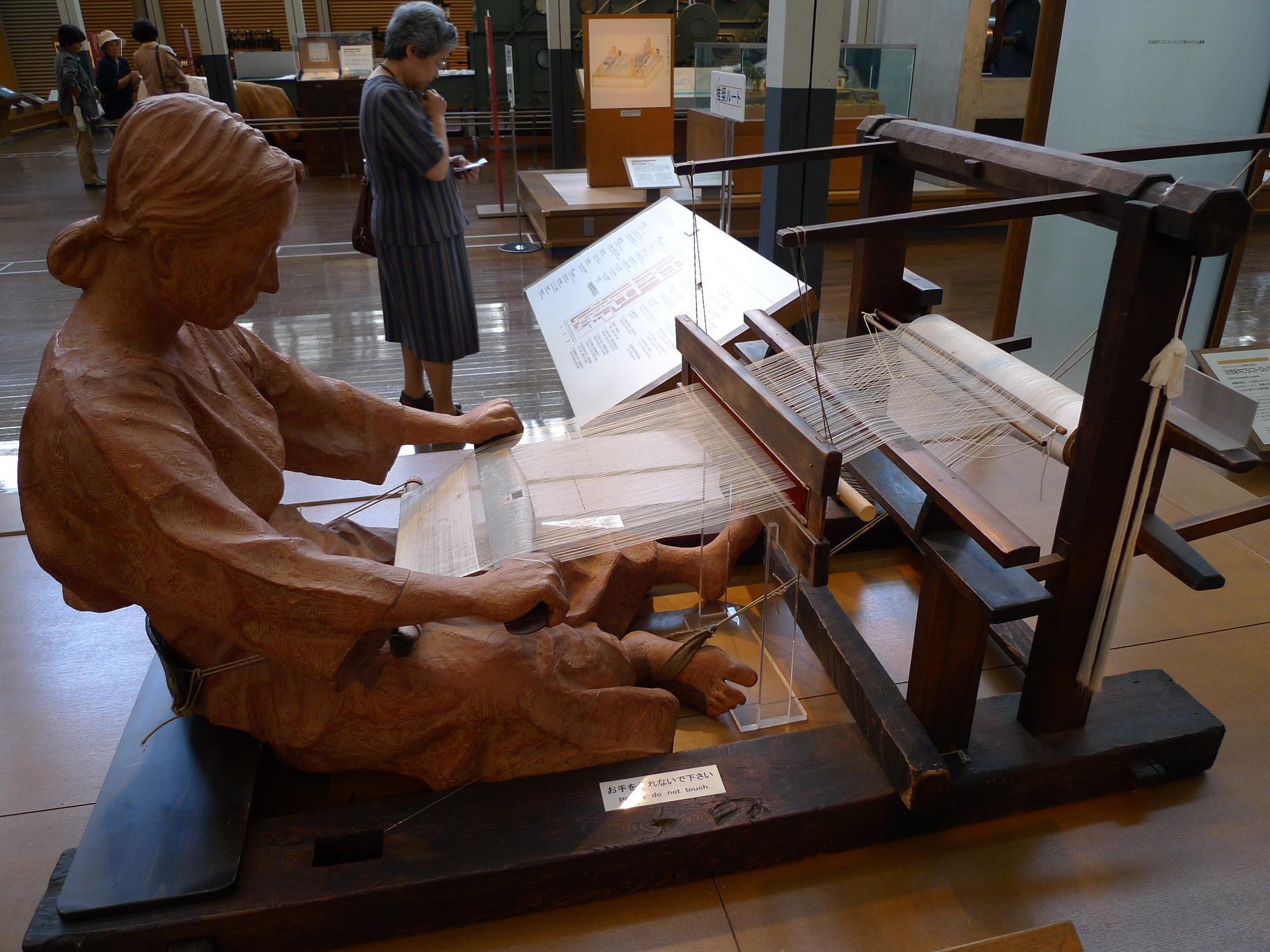
Historischer japanischer Handwebstuhl (izaribata oder jibata, ein Rückengurtwebstuhl); Diese wurden später weitgehend durch Takahatas, Hochwebstühle, ersetzt, dann durch mechanisiertes Weben.

Tanmono werden schmal gewebt, anstatt auf eine schmale Breite geschnitten zu werden, wobei die beiden vertikalen Kanten Webkanten sind. Breiten um 40 cm sind üblich, da diese auf einem Handwebstuhl ohne fliegendes Schiffchen ergonomisch am einfachsten zu weben waren.
Handgesponnene und handgewebte Tanmono werden in Japan immer noch hergestellt, aber sie sind sehr teuer und die Industrie ist im Niedergang begriffen. Während in früheren Jahrzehnten bis zu 20.000 Handwerker an der Herstellung von Ōshima tsumugi (einer in Amami Ōshima hergestellten Sorte von gewebter Rohseide) beteiligt waren, gab es 2017 nur noch 500 Handwerker. Einige Tanmono-Varianten, die früher aus der Not heraus von der Unterschicht und der Arbeiterklasse hergestellt wurden, werden heute als Hobby und von Kunsthandwerkern wegen ihrer rustikalen Ausstrahlung hergestellt. Saki-ori zum Beispiel wurde früher aus alten Kimonos gewebt, die in 1 Zentimeter breite Streifen geschnitten wurden, wobei für einen Obi etwa drei alte Kimonos benötigt wurden. Die traditionell als Sparsamkeitsartikel geltenden Sakiori obi sind heute teure, informelle Kleidungsstücke, die aufgrund ihrer begrenzten Produktion und ihrer handwerklichen Qualität geschätzt werden.
Obwohl moderne Tanmono zumeist maschinell gewebt werden, ist die schmale Breite der meisten Tanmono nach wie vor ein Standard in der Produktion. Moderne westliche Stoffe und traditionelle Stoffe, die auf automatischen Webstühlen hergestellt werden, sind in der Regel viel breiter; sie werden seltener für die Kimonoherstellung verwendet. Manchmal findet man jedoch ungewöhnlich breite Tanmono, die für die Verwendung als Altartuch oder für Maru Obi bestimmt sind. Breitere Tanmono und noch häufiger längere Tanmono, werden gelegentlich auch für die Kimonoherstellung verkauft; einige von ihnen werden größer gewebt, um größeren Menschen Platz zu bieten, wobei längere Tanmono typischerweise für die Herstellung eines passenden Kimono, Juban und Haori, für Männer verwendet werden. Es könnte auch ein zweiter Satz Kimonoärmel hergestellt werden, so dass ein Kimono entweder normale kurze Ärmel oder lange Ärmel haben könnte. Andernfalls kann ein Tanmono in Standardlänge nur zusätzliche Ärmel enthalten, die zusammen mit Tanmonos für passende Kimonos verkauft werden. Es werden auch kürzere Längen für Kleidungsstücke gewebt, für die weniger Stoff benötigt wird; ein hajaku ist beispielsweise eine kürzere Länge, die für einen Haori gewebt wird (eine Länge, die für einen Kimono gewebt wird, heißt Kijaku).
Etwa in der Meiji-Zeit (1868–1912) wurde die Stoffbahnlänge für Kimonos standardisiert. Überschüssige Länge wurde mit einer Biesennaht über den Rücken und, bei Frauen, durch Anpassung der Tiefe der Ohasori (Taillenbiese) angepasst. Bis zum 20. Jahrhundert betrug die Standardbreite des Tanmono für Frauen etwa 35 Zentimeter, während der Tanmono für Männer mit etwa 40–45 Zentimetern breiter gewebt wurde; historisch gesehen wurden die Ballen auf Bestellung gewebt, so dass die Länge sowohl von der Größe des Trägers als auch von der Art des Kleidungsstücks abhing. Die Standardbreite von Tanmono für Männer und Frauen betrug jedoch bis spät in das 17. Jahrhundert etwa 40–45 Zentimeter. Der Kosode, der direkte Vorgänger des Kimonos, hatte also breitere Proportionen als der heutige Kimono.
Ist der Stoff einfarbig oder handelt es sich um ein Komon-Muster (ein kleines, wendbares Muster), kann der Riegel an beliebiger Stelle zugeschnitten werden. Andernfalls werden die Muster so angeordnet, dass sie sich an der richtigen Stelle befinden, wenn der Stoff zugeschnitten wird (z. B. die Saummuster eines Kimonos befinden sich am Saum aller Körperteile).
Die Nahtbreite des Kleidungsstücks wird so angepasst, dass das fertige Kleidungsstück der Person passt, anstatt den Stoff schmaler zu schneiden. Der Überschuss wird umgeschlagen und gesäumt, nicht abgeschnitten. Genähte Biesen werden in Kinderkleidung eingearbeitet und mit dem Wachstum des Kindes wieder entfernt.:15

Ein aus einem Tanmono hergestelltes Kleidungsstück kann zur Reinigung (arai-hari, typischerweise für teurere oder formelle Kimonos), zum Umfärben und für Reparaturen zerlegt werden; er kann auch zerlegt werden, um die Teile für eine gleichmäßigere Abnutzung zu drehen, oder um in der Größe angepasst zu werden. Wenn der Stoff abgenutzt ist, kann er als Stoff für kleinere Gegenstände oder zur Herstellung von Boroboro (Patchwork) Futons oder Kleidungsstücken verwendet werden. Die Tatsache, dass die Musterteile eines Kimonos aus Rechtecken und nicht aus komplexen Formen bestehen, erleichtert die Wiederverwendung für andere Gegenstände oder Kleidungsstücke. Patchwork-Kleidungsstücke waren in den 1500er Jahren sehr beliebt und werden traditionell von buddhistischen Mönchen als Gewandung getragen. Die für Patchwork-Kleidung verwendeten Stoffe müssen alle von ähnlichem Gewicht, ähnlicher Elastizität und Steifigkeit sein.

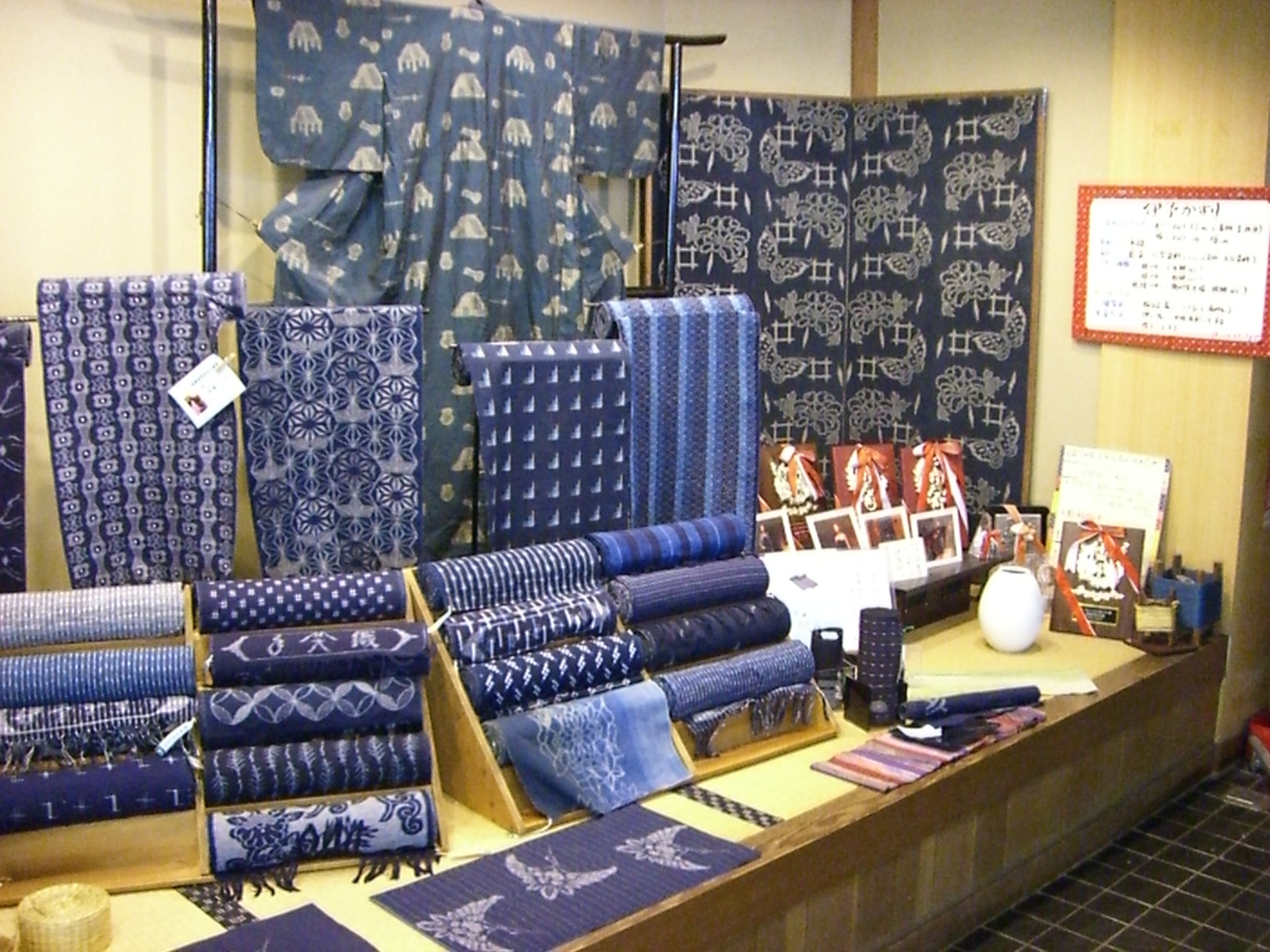
Indigo-gefärbte Baumwolle Kasuri Tanmoto für Yukata
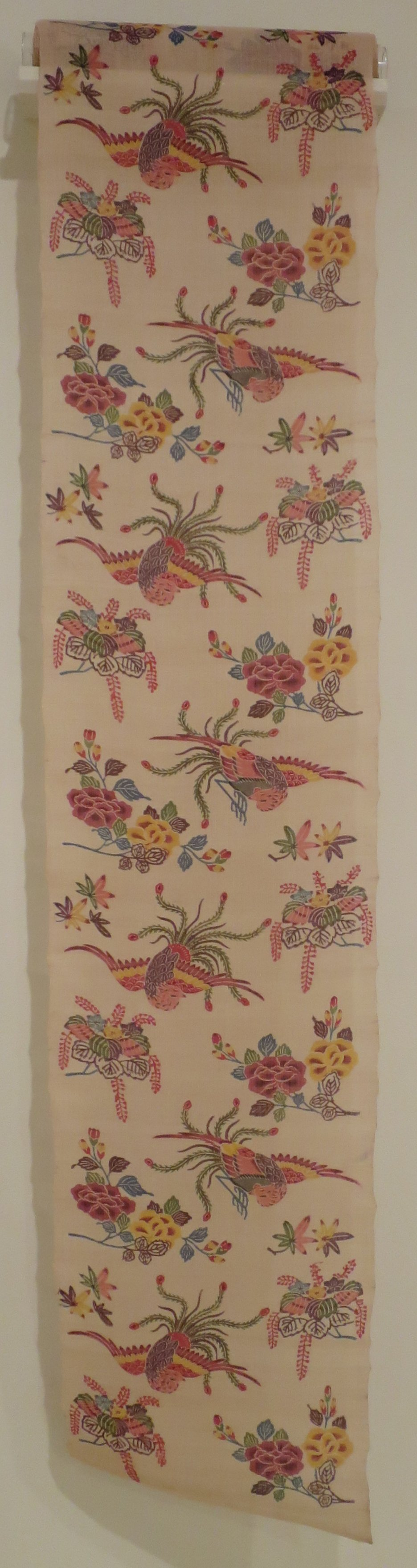
Ein im Bingata-Stil gefärbter Tanmono
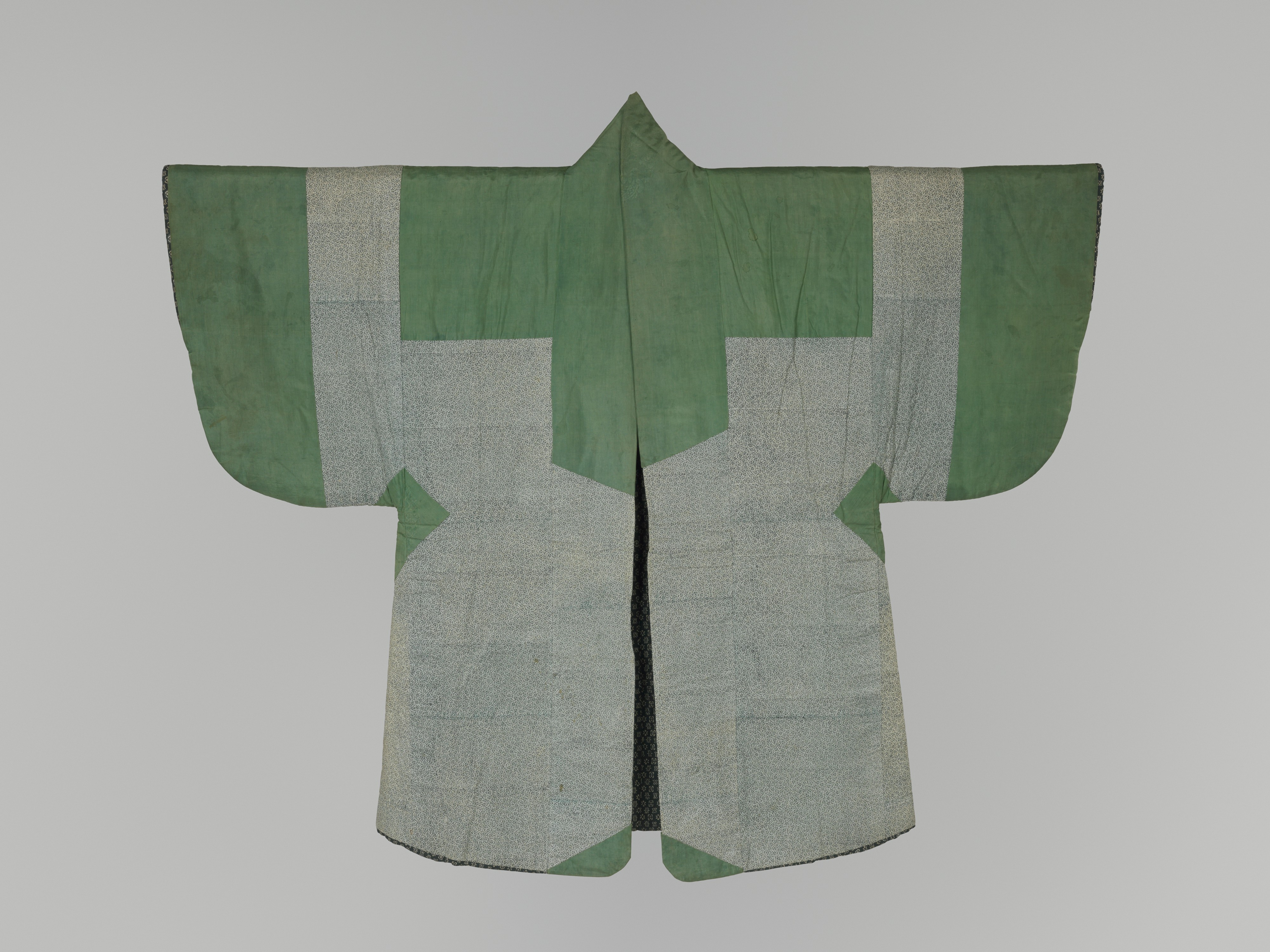
Patchwork Haori für die Teezeremonie (Chabaori) um 1800; für Bereiche, die vermutlich mehr strapaziert werden, wurde eine andere Sprache verwendet. Papier und Stoff.
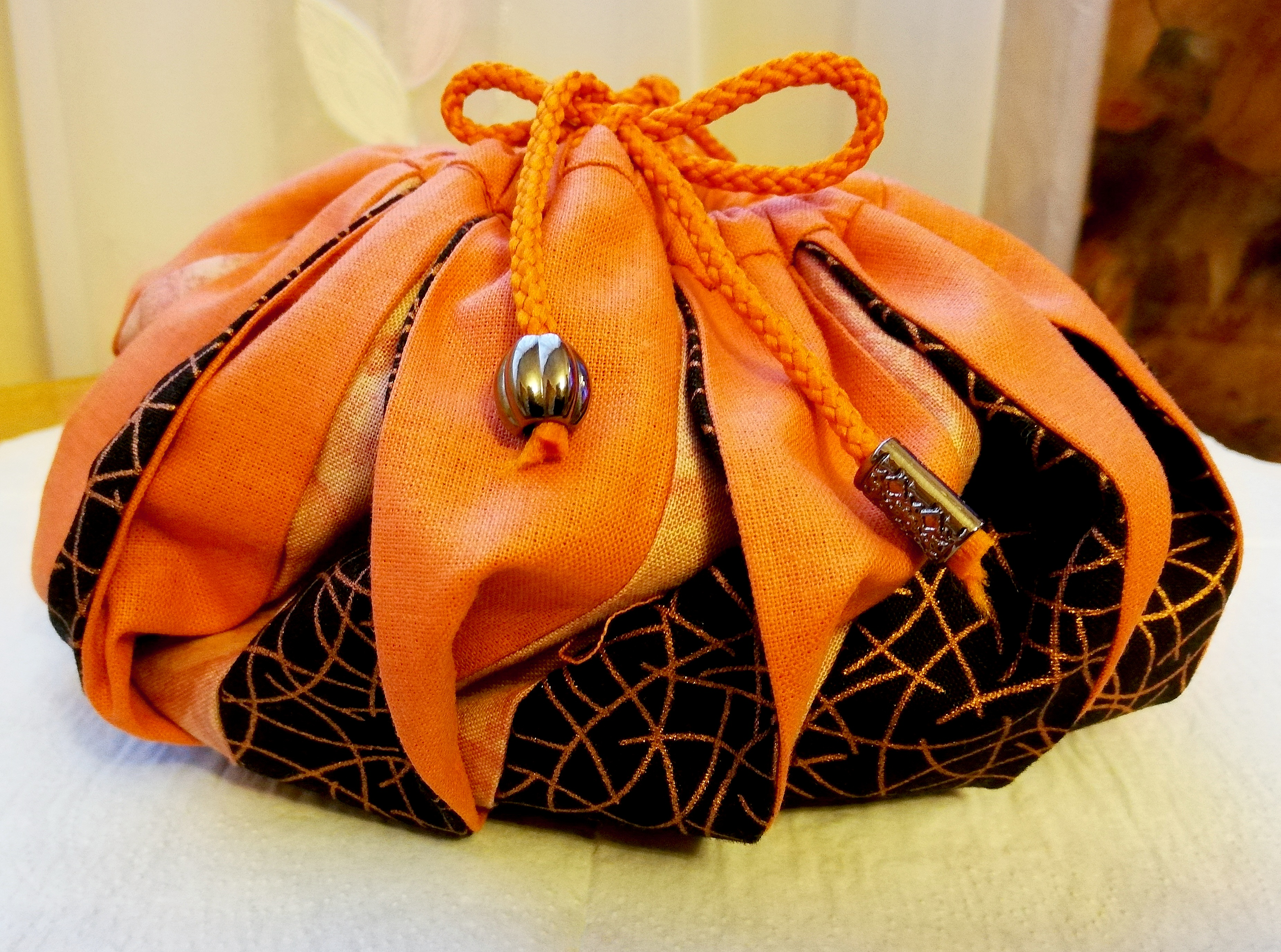
Ein moderner Patchwork-Stoffbeutel
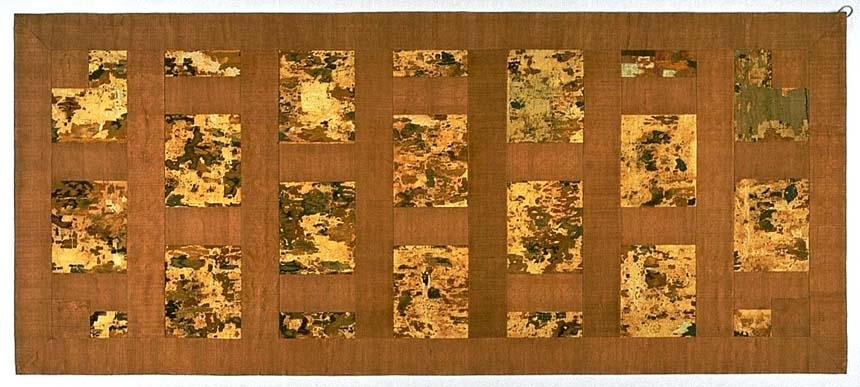
Kesa von Mönchen getragen etwa 700 vor Chr.
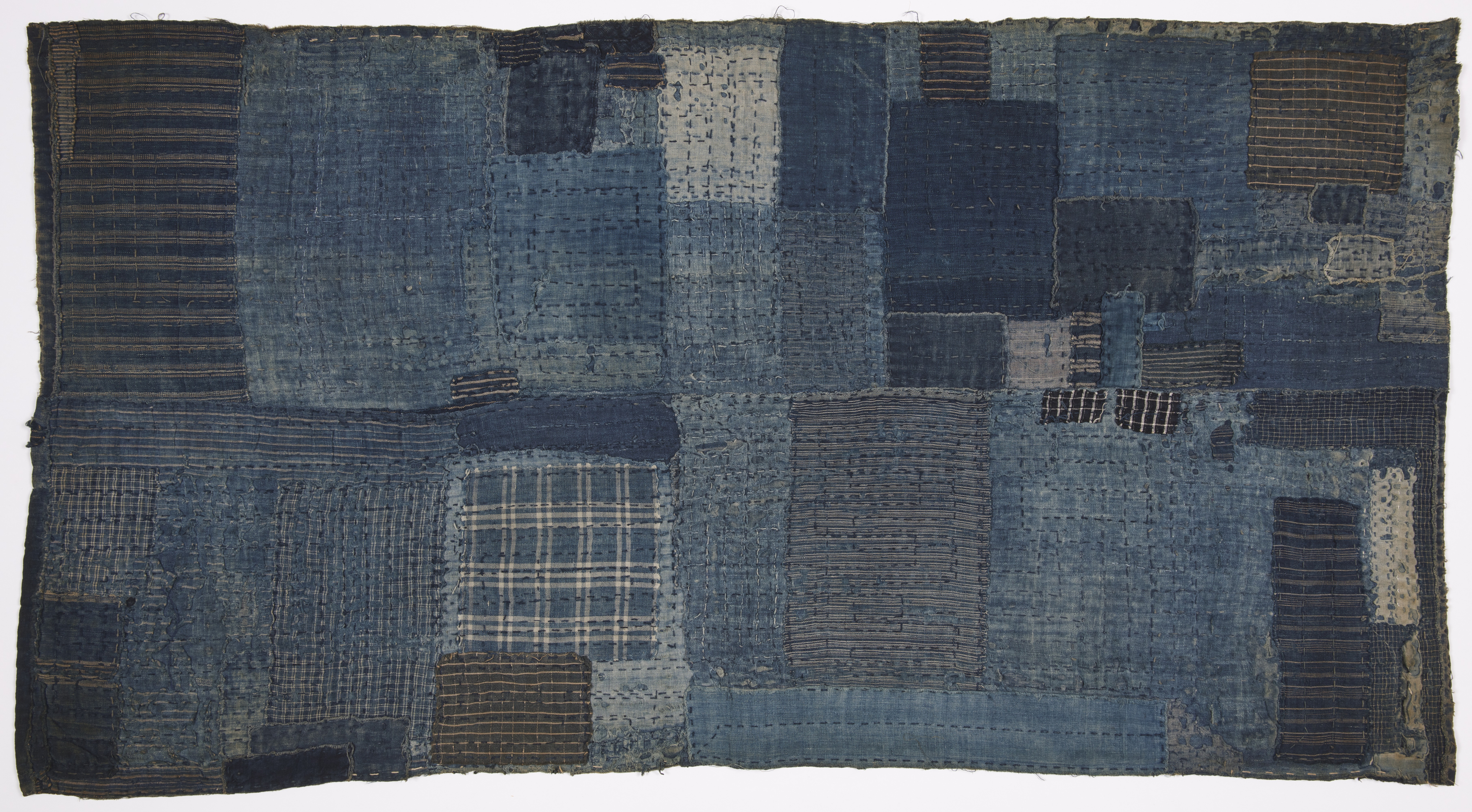
Shikibuton (Schlafmatte) für Kinder aus dem späten 18. Jhdt. Boroboro (Patchwork) zusammengesteppt mit Sashiko (Ziernähten).
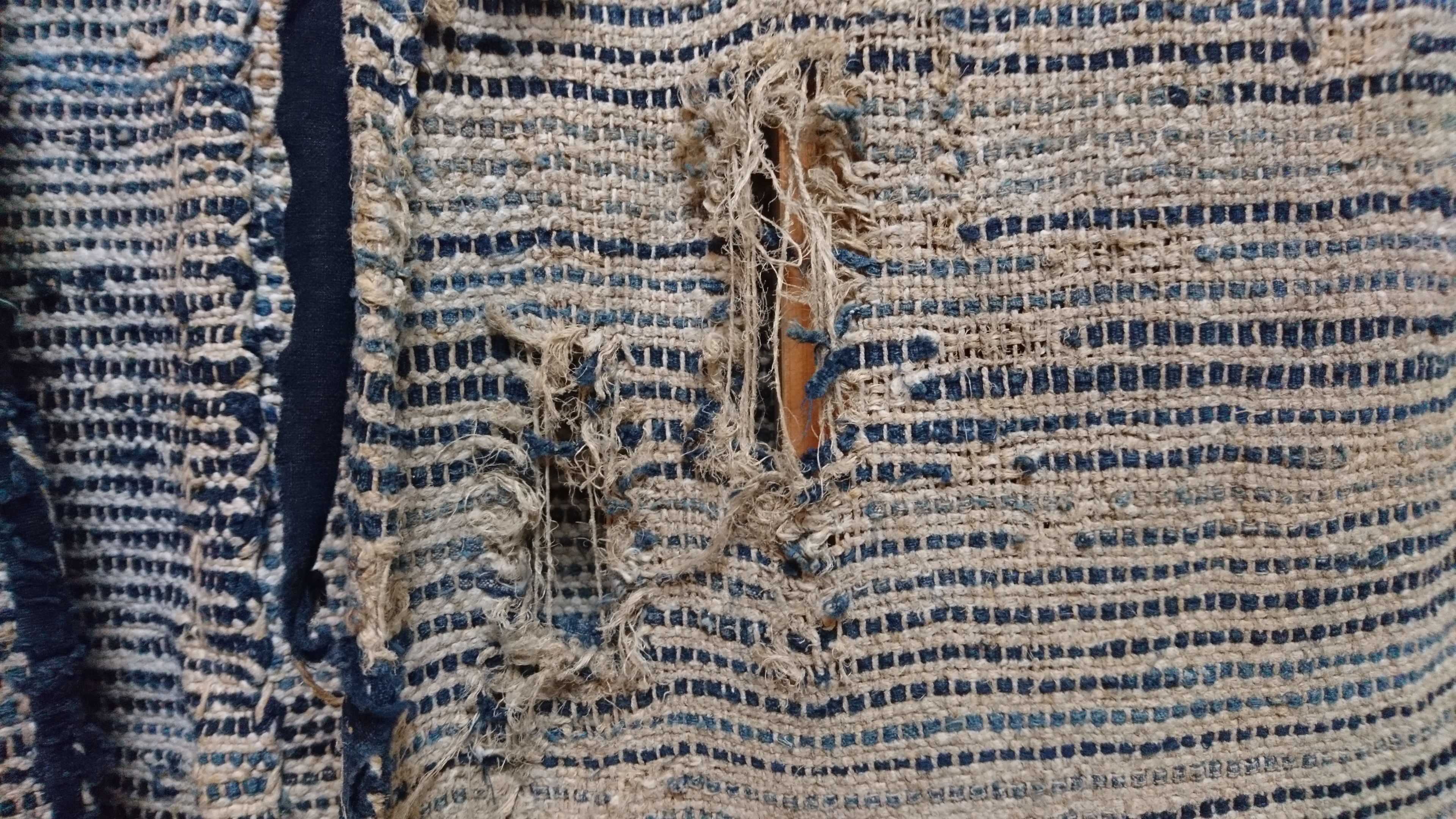
Stoff des Typs Saki-ori wird normalerweise gewebt aus indigo-gefärbten Stoffstreifen
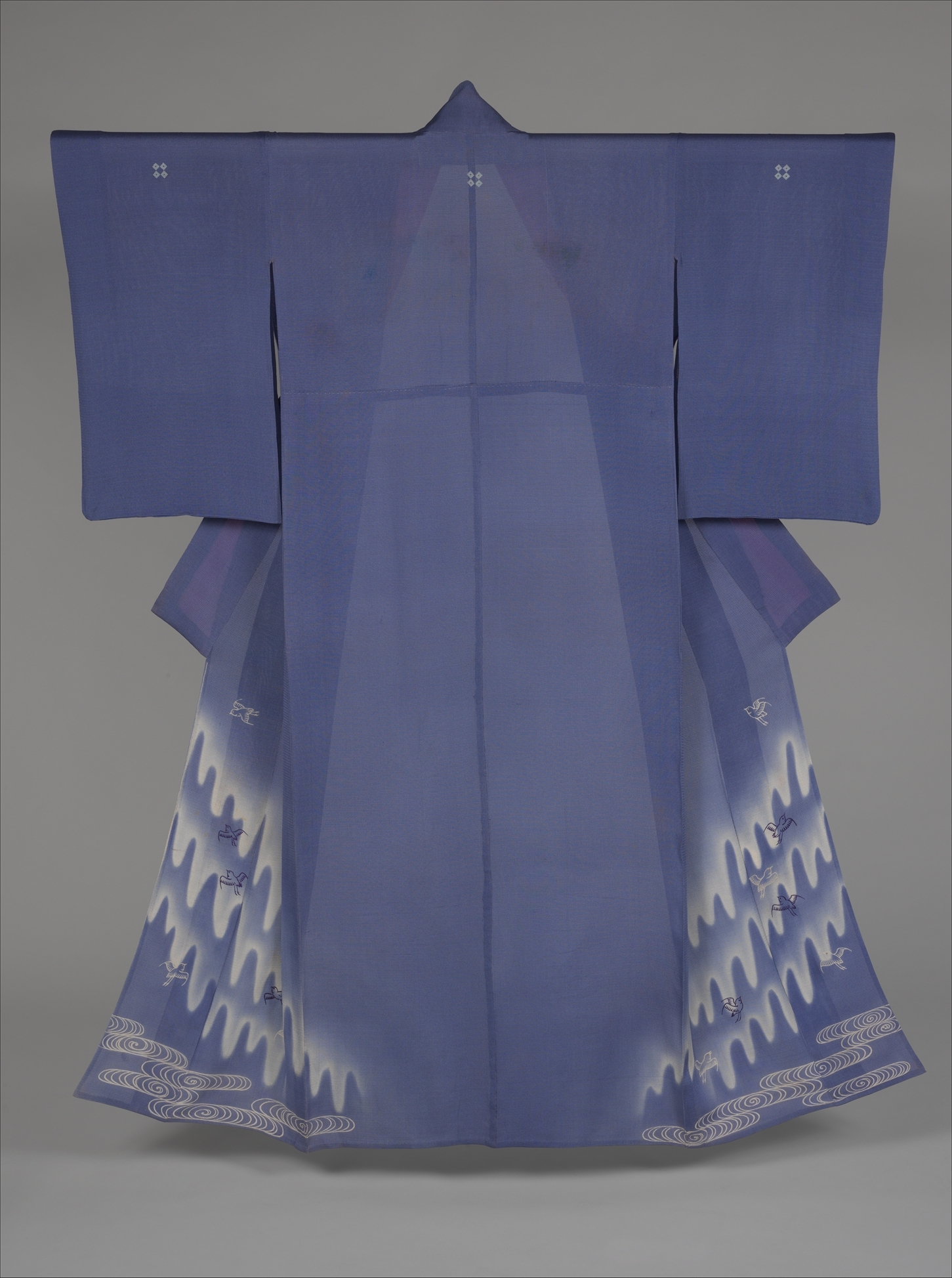
Sommer-Überkimono aus durchsichtigem Stoff, bei dem sichtbar wird, dass überschüssiger Stoff an der Vorderkante (Okumi) nicht abgeschnitten, sondern in den Kragen (Eri) eingenäht ist
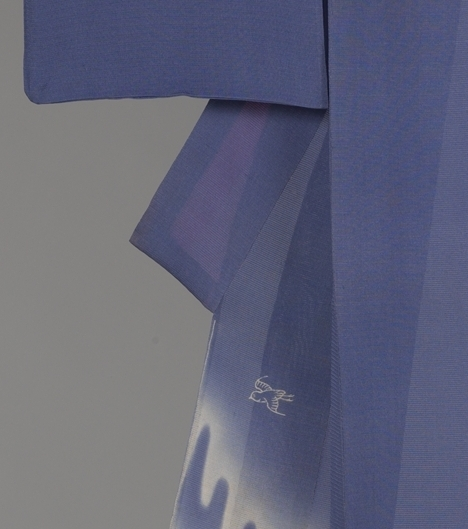
Detail der Vorderkante (Okumi) im Kragen (Eri). Zu beachten sind auch die breiten vertikalen Nähte, um das Kleidungsstück enger zu machen.
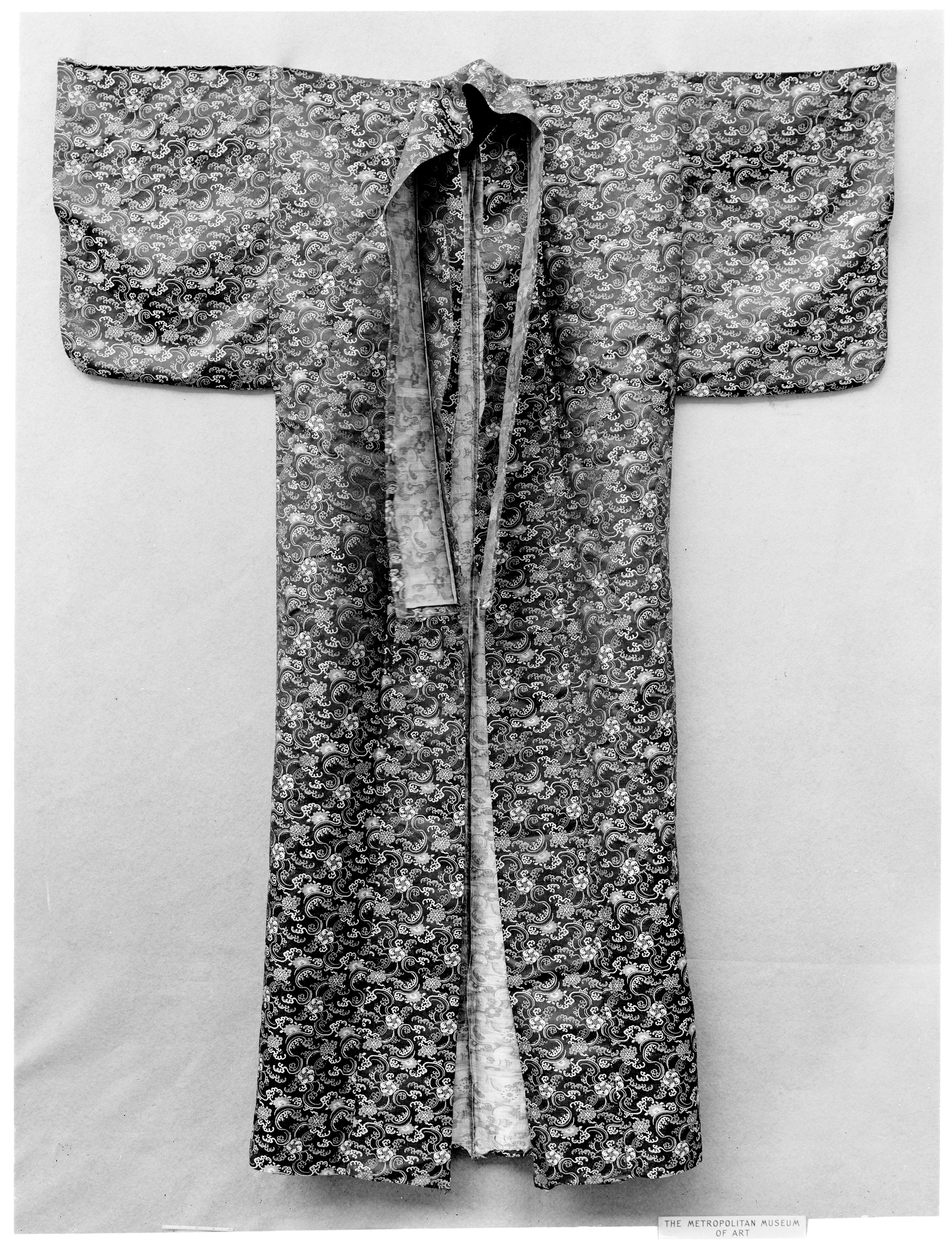
Herrenkimono (Kosode) mit einfachem Kragen, der die Webkanten (Okumi) zeigt, die normalerweise nach innen verarbeitet werden.
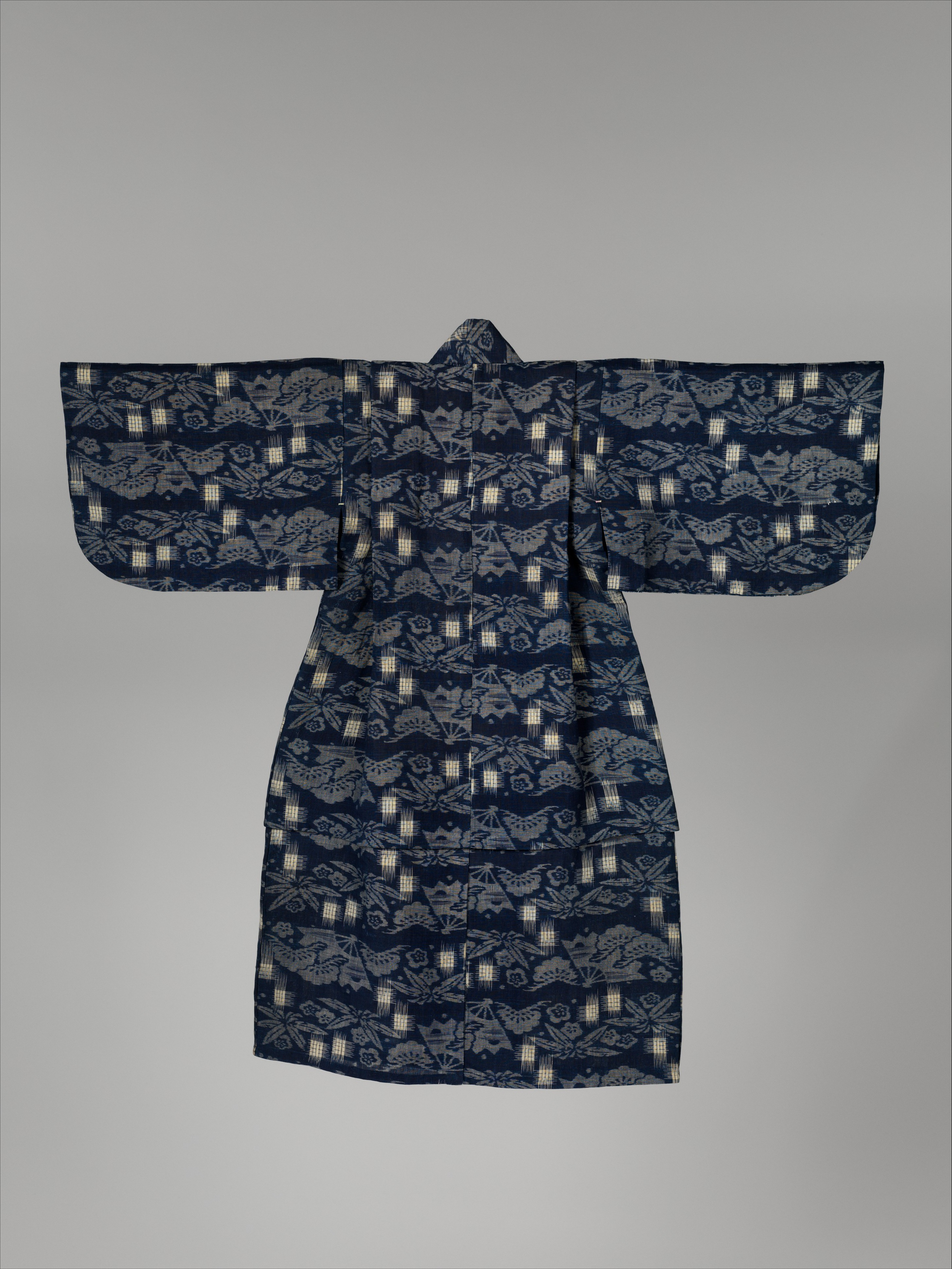
Kinderkimono mit den Faltentypen Kata-nue-age and Koshi-nue-age
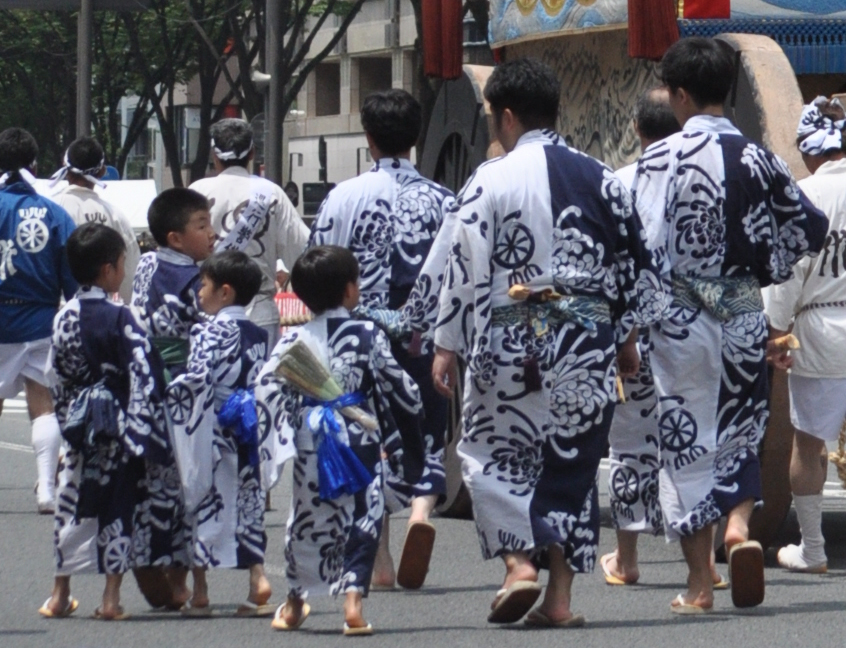
Erwachsene und Kinder in identischen Yukata beim Gion-Matsuri. Die Yukata der Kinder haben dieselbe Größe wie die der Erwachsenen, wurden aber mit Hilfe von Falten angepasst.
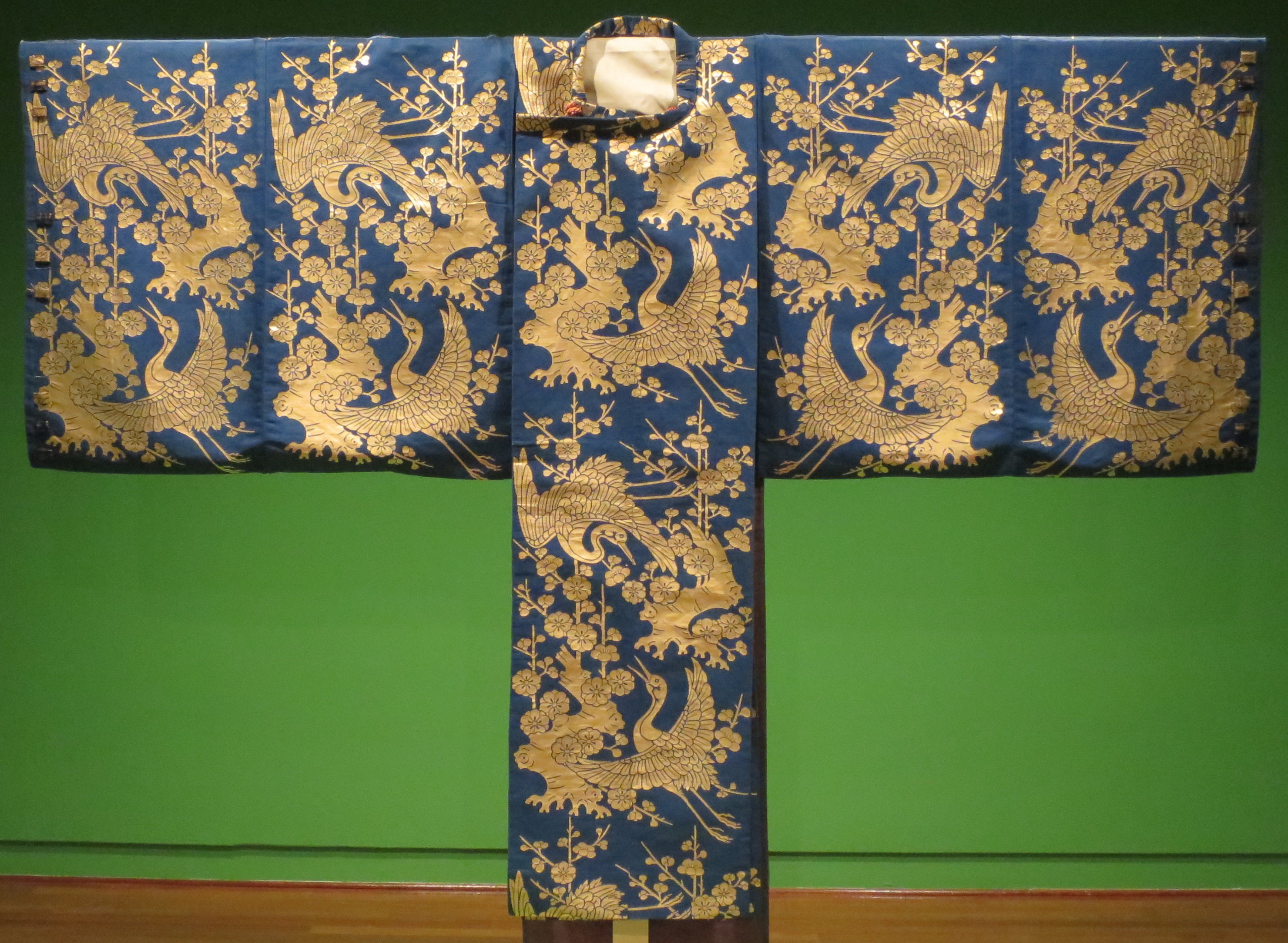
Kariginu für das Noh-Theater. Sehr deutlich zu sehen ist das sich wiederholende Muster des Tanmono.
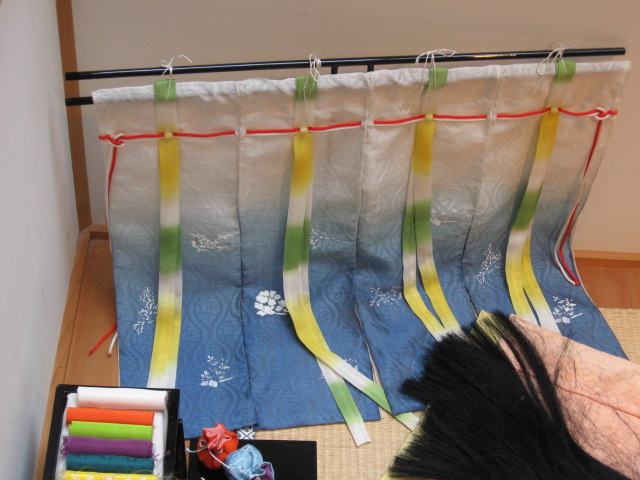
Ein Kichō Vorhang in Miniatur, zu sehen im Costume Museum in Kyoto. Die Tanmono-basierte Konstruktion wird deutlich.
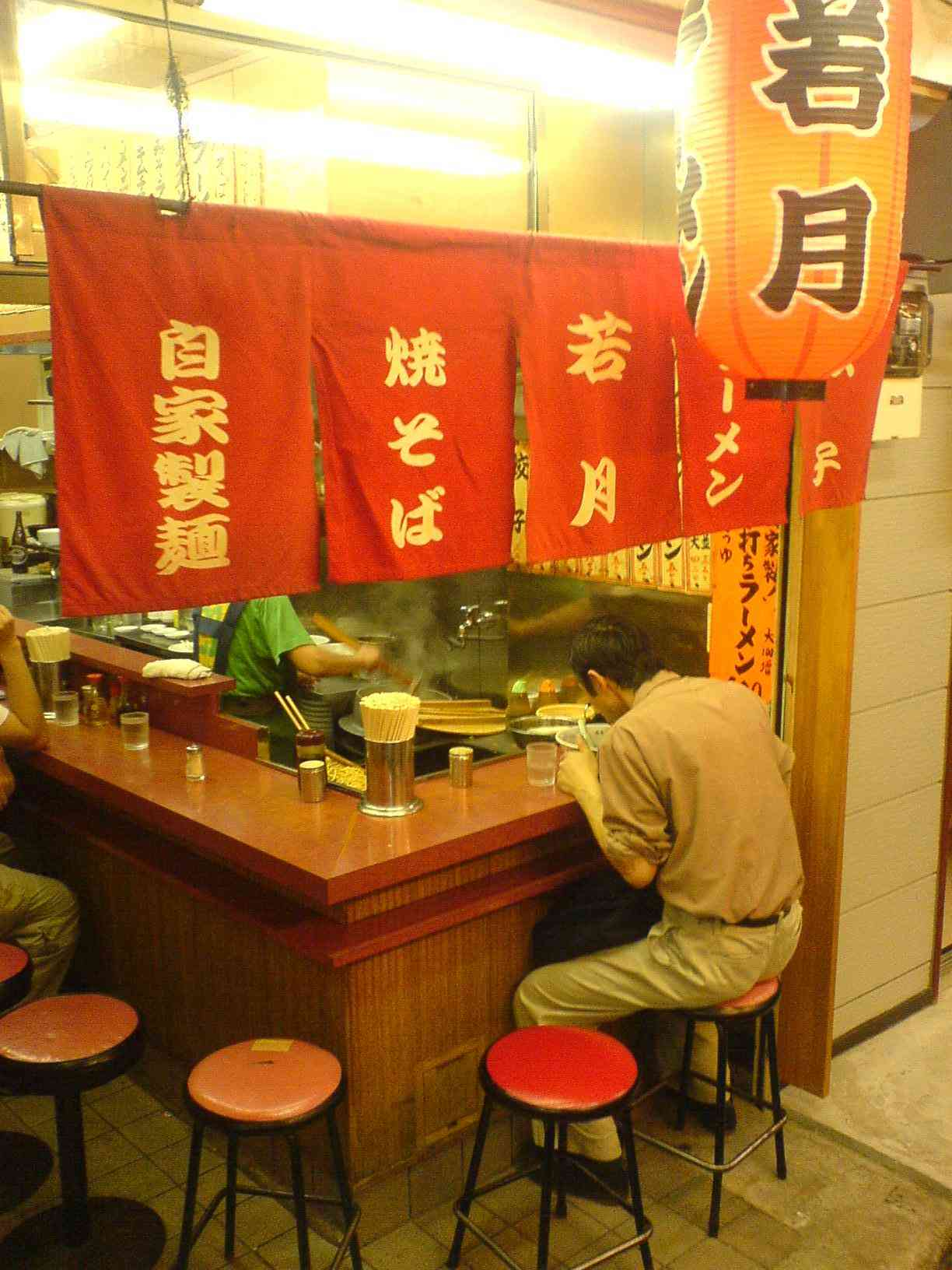
Ein Geschäftsvorhang (Noren), der die Tanmono-basierte Herstellung zeigt.
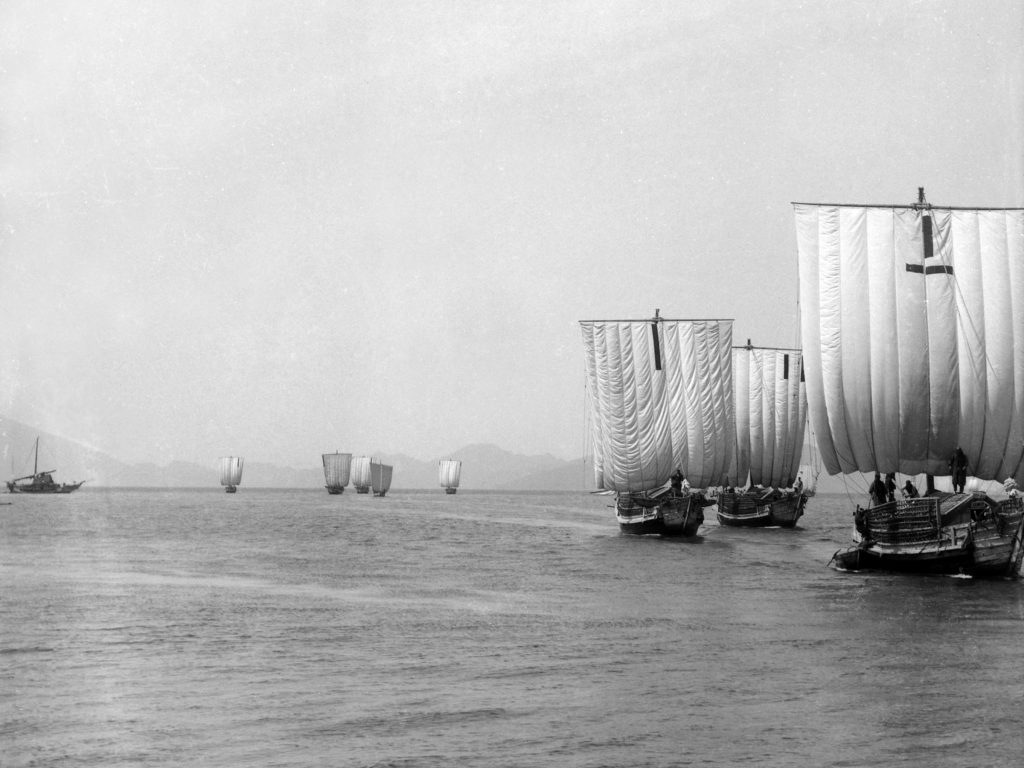
Die Kitamaebune lieferte Baumwolle nach Norden. Tanmono-basierte Segel. Um 1900.
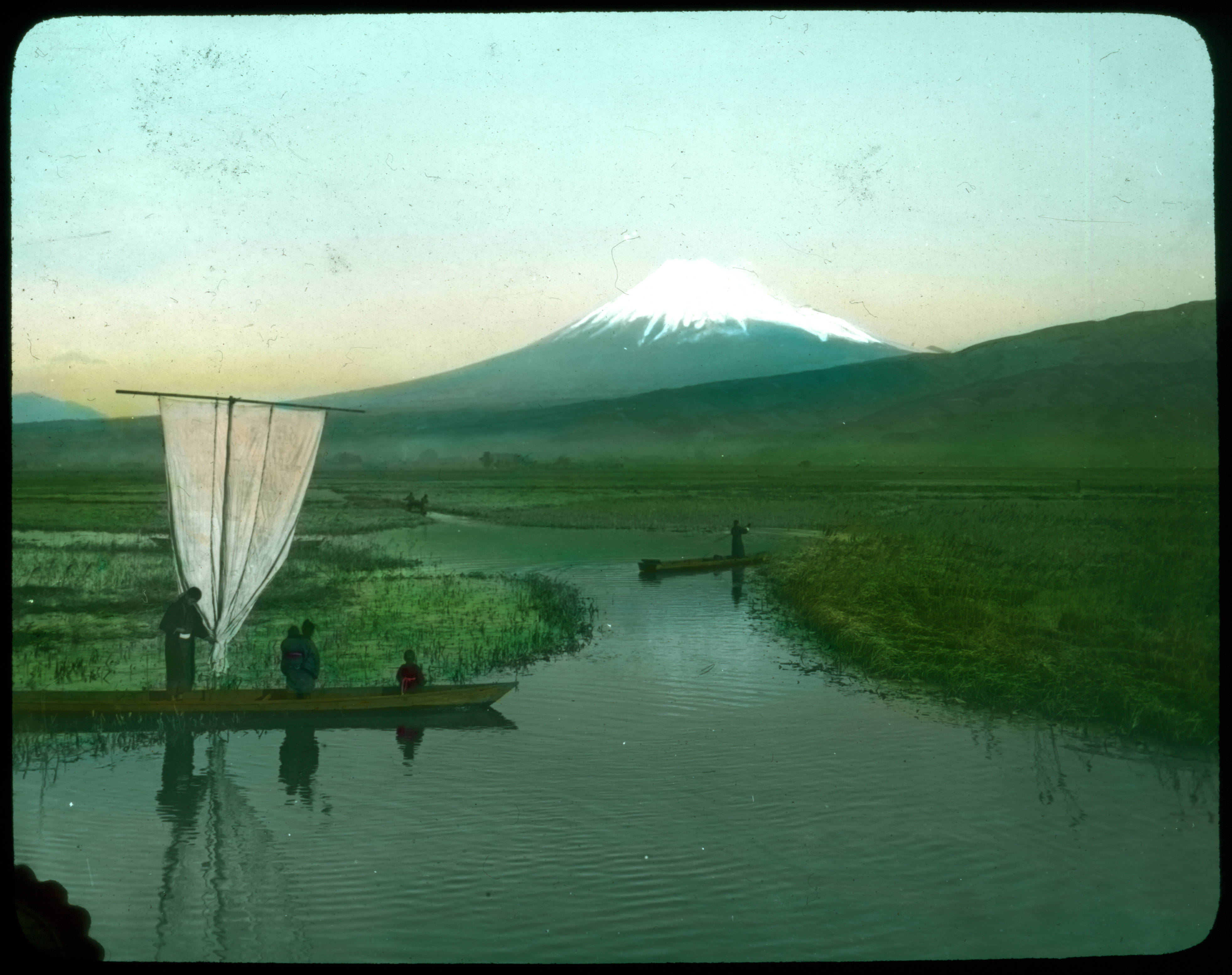
Segel aus drei Tanmono-Bahnen auf einem kleinen Boot, 1910.
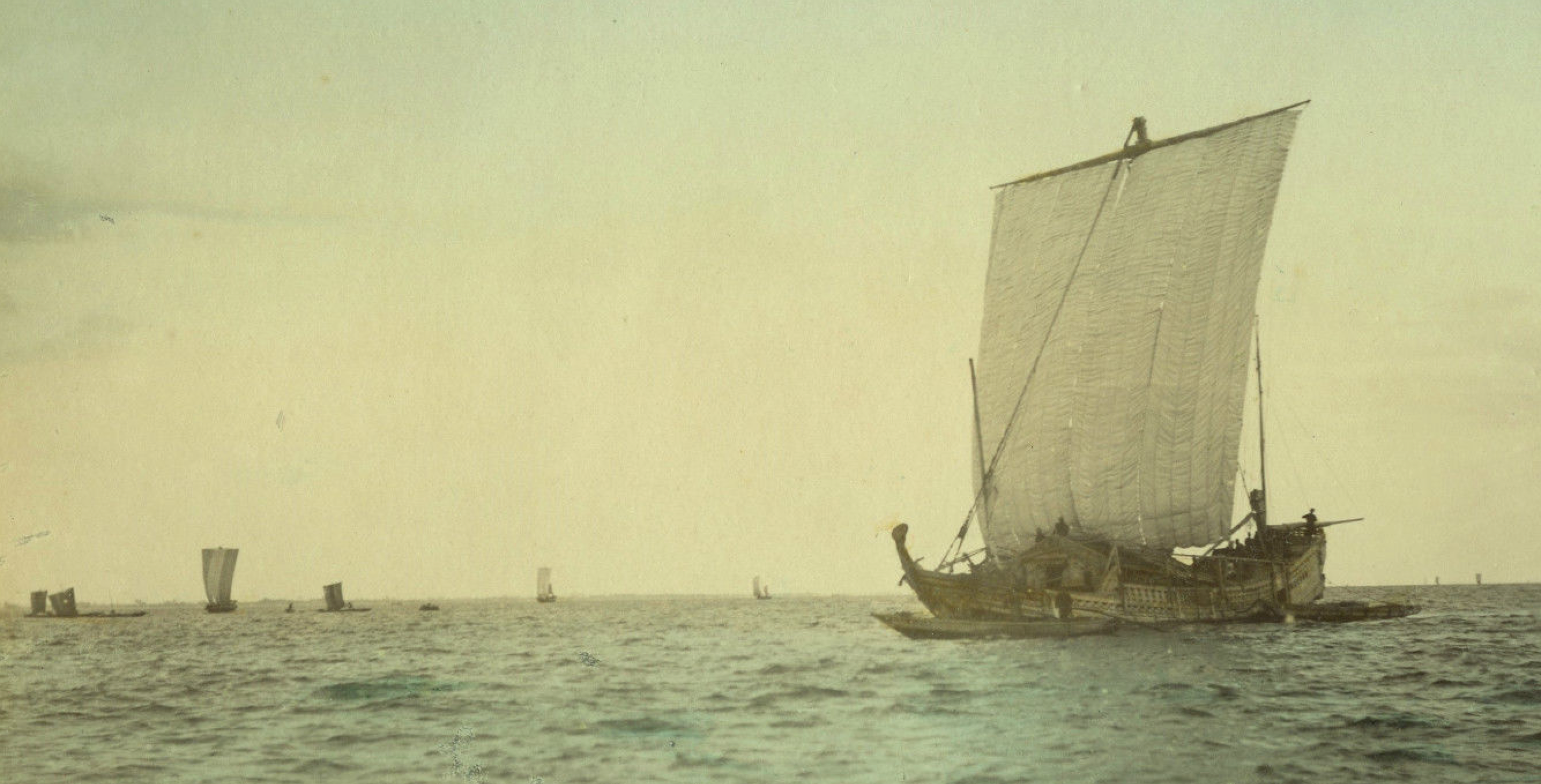
Großes Schiff mit einem Segel aus 18 Bahnen, 1890.
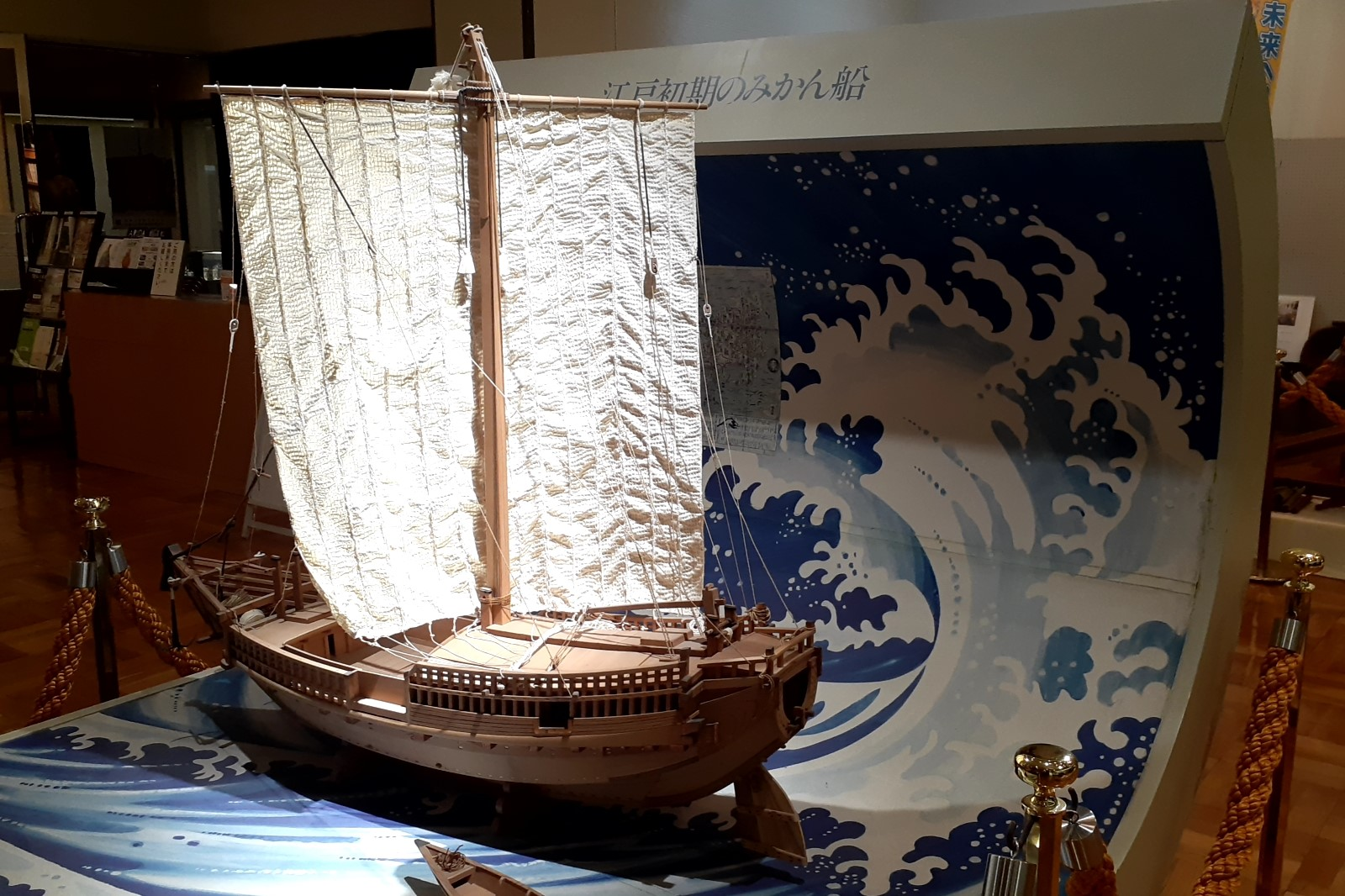
Modell eines Schiffes mit einem Segel aus 15 Bahnen.

## Dekoration

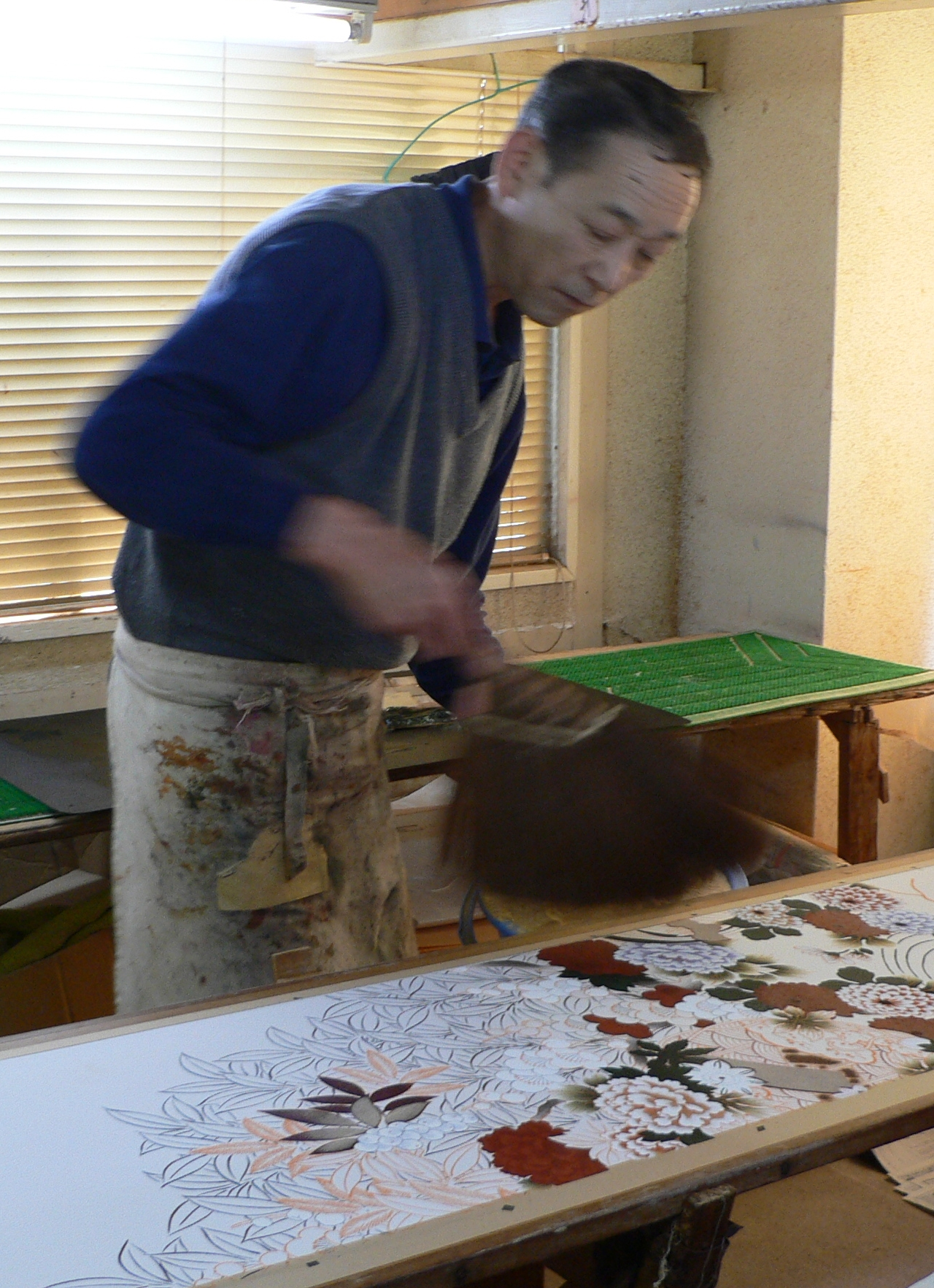
Hand-decorating tanmono

Tanmono werden mit einer Vielzahl von Techniken verziert, entweder beim Weben, durch Stickerei, Färben, eine Kombination von Techniken oder andere, wie z. B. Appliqué.
Die Dekorationstechnik, die eingesetzt wird,  hängt im Allgemeinen von der Nutzung ab. Werden Fasern und Garne vor dem Weben gefärbt – einschließlich des Ikat-Färbens – werden daraus erstellte Kimonos zu informellen Anlässen getragen. Für einen formellen Kimono wird der Stoff nach dem Weben gefärbt oder bestickt. Für Obi gelten umgekehrt gewebte Muster als die formellsten, mit auf den Stoff eingefärbten Designs und gestickten Designs, die mit weniger formellen Kimonos kombiniert werden.
Ist ein Tanmono für einen formalen Kimono vorgesehen, wie etwa Hōmongi, Tsukesage, Irotomesode oder Kurotomesode, wird er zusammen geheftet (kari-eba), damit das Muster über die Nähte hinweg aufgebracht werden kann. Für einen weniger formalen Kimono, werden die Muster auf den Stoff aufgebracht, bevor er geschnitten und genäht wird. Tsukesage Kimonos verwenden Muster, die sich nicht über Nähte hinweg fortsetzen. Komon, ein beidseitig wendbares durchgehendes Muster (z. B. geometrische oder gesprenkelt), wird für alltägliche Komon-Kimonos verwendet, aber auch für andere Kleidungsstücke wie Kataginu und Hakama.
Die Muster für Kinderkleidung wurde bis zum Ende des 17. Jahrhunderts nicht zwischen Mädchen und Jungen unterschieden.
Traditionell wurden Tanmono per Auftrag gefärbt oder gewoben; obwohl Kimono immer noch gemäß Auftrag hergestellt werden, werden heutzutage Tanmono eher fertig gekauft und später genäht. Moderne nicht formale Tanmono werden oft mit Tintenstrahldruckern bedruckt, formale Kimono werden eher von Hand gefärbt.

### Kasuri

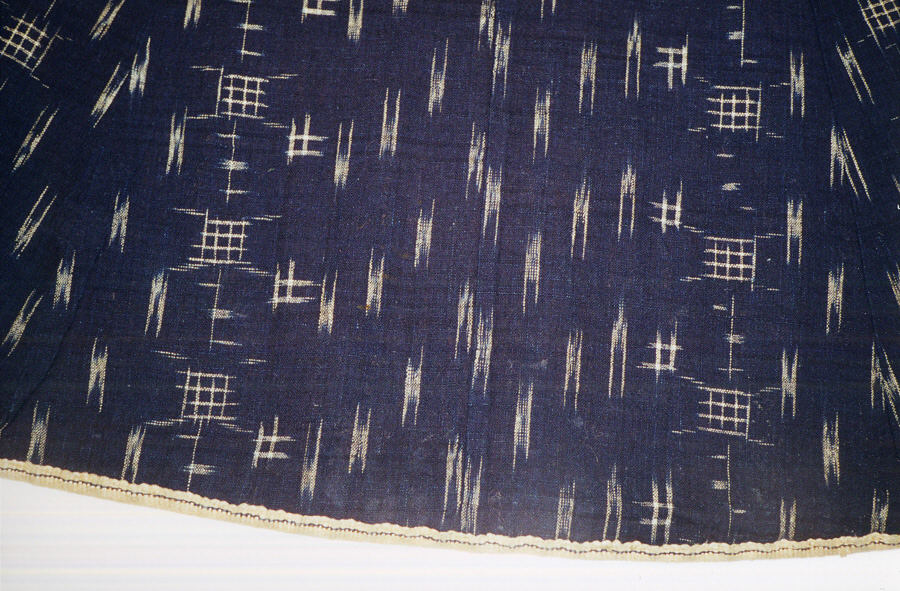
Simple kasuri patterns

Die meisten ikat-gewebten, indigo-gefärbten Baumwollstoffe – Kasuri genannt – sind historisch handgewebt von Arbeitern, die die Stoffe für die Herstellung ihrer eigenen Kleidung spannen und webten bis billigere Kleidung von der Stange verfügbar war. Indigo war das billigste und am einfachsten anbaubare Färbemittel und für alle verfügbar; ein schwaches indigo Färbebad konnte mehrmals benutzt werden und ergab eine strapazierfähige Farbe. Andere Färbemittel waren eventuell nach einem Färbebad nicht mehr verwendbar. Arbeiterfamilien erstellten häufig Bücher mit handgewebten Stoffbeispielen, die shima-cho genannt wurden, was so viel bedeutet wie Streifenbuch, da viele Stoffe mit Streifen gewebt waren, das als Mitgift und Musterbuch für die jungen Frauen verwendet wurde. Mit der Einführung von Kleidung von der Stange starb die Notwendigkeit zu weben aus; die Musterbücher wurden zu Erinnerungsstücken. Sakiori obi sind einseitig, haben oft ein ikat-gefärbtes Design aus Streifen, Karos und Pfeilen in indigoblau.

### Rinzu
Rinzu ist ein gemaserter Seidenstoff, typischerweise mit figürlichen oder geometrischen Motiven. Da das Muster durch Variation der Textur des Gewebes entsteht, kann es zusätzlich mit gefärbten oder gestickten Mustern verziert werden.

### Langlebiges Färben

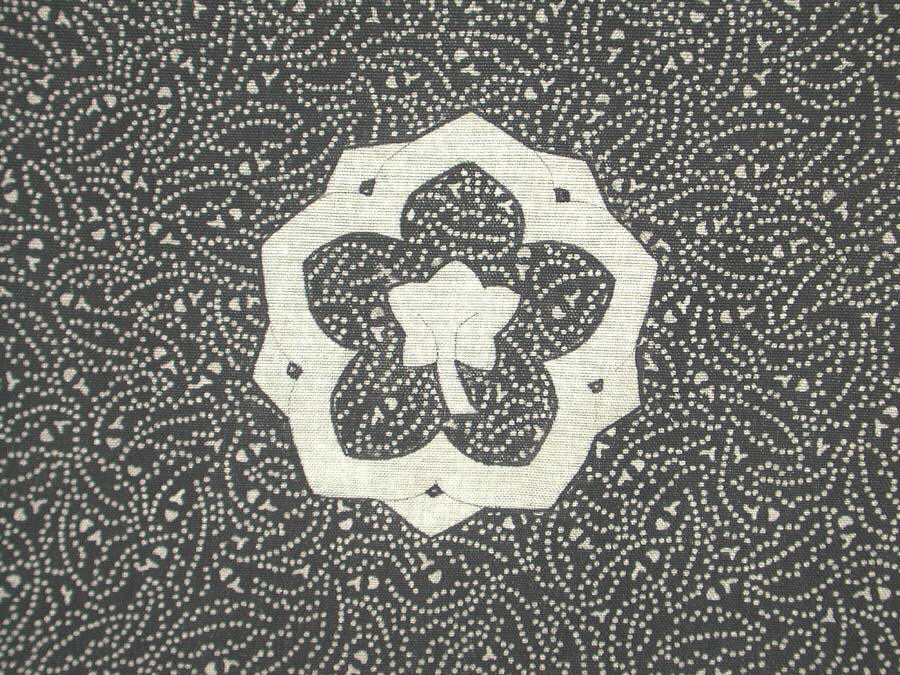
Dieses edo komon Stoffmuster ist schablonengefärbt. Die feinen Linien auf dem Kamon werden von Hand mit Yūzen-Färbung aufgetragen.

Techniken wie das Resist-Färben werden häufig verwendet. Diese Techniken reichen von kompliziertem Shibori-Batiken bis hin zum Resist-Färben von Reispaste (Yūzen usw.). Obwohl auch andere Formen des Resists, wie z. B. wachsfeste Färbetechniken, bei Kimonos zu sehen sind, sind Formen von Shibori und Yūzen am häufigsten zu sehen.
Für sich wiederholende Muster, die einen großen Bereich des Grundgewebes abdecken, wird das Resistfärben in der Regel mit einer Schablone angewendet, eine Technik, die als Katazom bekannt ist. Die Schablonen, die für Katazome verwendet wurden, bestanden traditionell aus Washi-Papierschichten, die mit einem Tanninfarbstoff aus unreifen Kaki laminiert waren, der als Kakishibu bekannt ist.
Andere Arten von Reispasten-Reservetechnik wurden von Hand aufgetragen, eine Technik, die als Tsutsugaki bekannt ist und häufig sowohl bei hochwertigen, teuren Kimonos als auch bei auf dem Land produzierten Kimonos, Noren-Vorhängen und anderen Haushaltswaren zu sehen ist. Obwohl bei hochwertigen Kimonos handaufgetragene Reservefärbungen verwendet werden, damit verschiedene Farbtöne von Hand in den verbleibenden Freiflächen aufgetragen werden können, wurde Tsutsugaki bei ländlicher Kleidung und Stoffen oft auf schlichtes Tuch aufgetragen, bevor es wiederholt in einen Indigo-Färbebehälter getaucht wurde, was zu dem ikonischen Aussehen von weiß-indigofarbener Landkleidung führte, wobei Reispaste manchmal auf zuvor offene Bereiche aufgetragen wurde, um hellere Blaubereiche auf einem dunkleren indigoblauen Hintergrund zu erzeugen.

### Batik- und Klemmtechniken (Shibori)

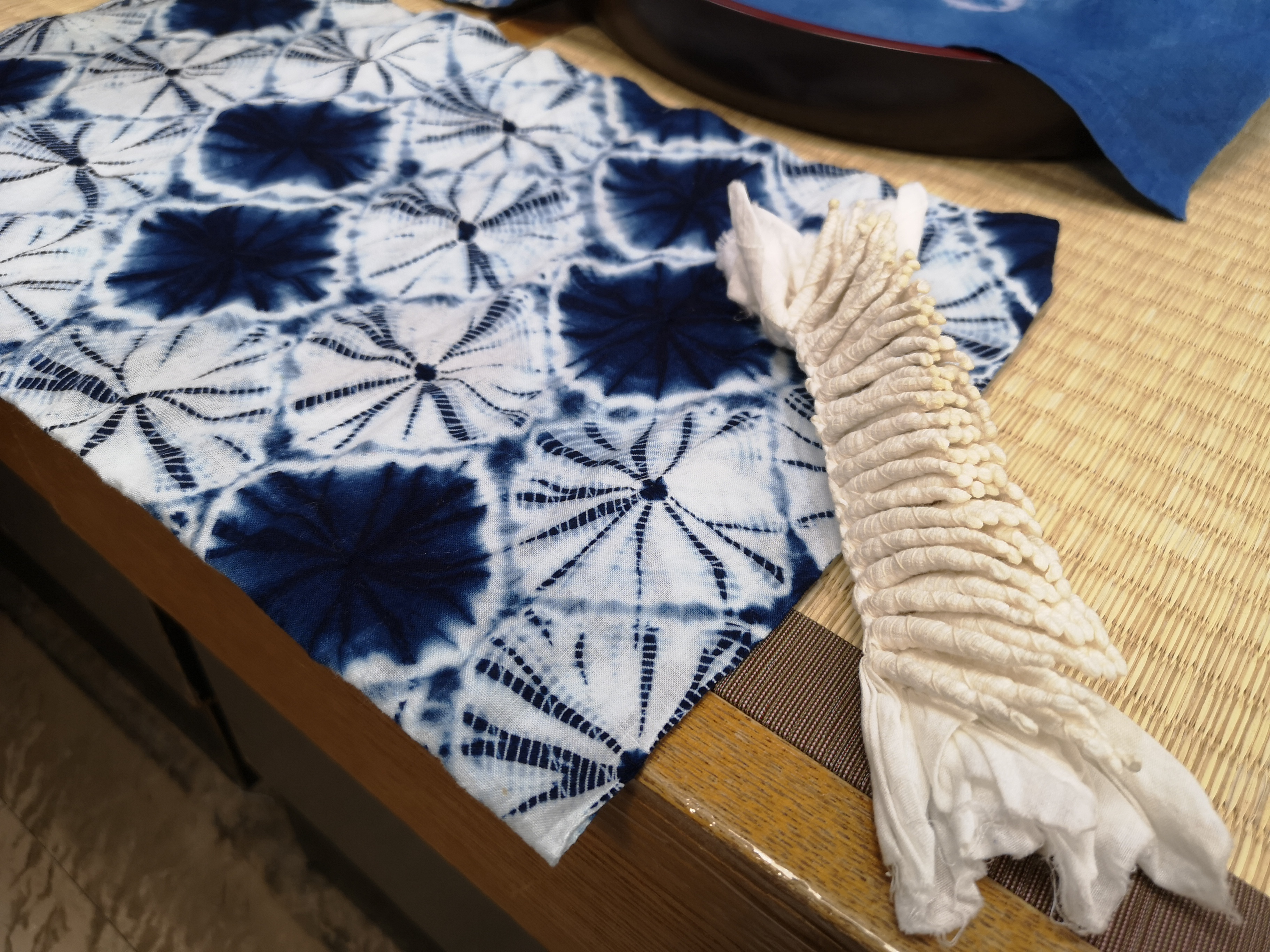
Fadengebundener Shibori, fertig zum Färben und nach dem Färben

Eine andere Form textiler Kunst auf Kimonos ist Shibori, eine Form von Färben mit Bindetechnik, die von den einfachsten Falt-und-Klemmtechniken bis zu den aufwändigsten des Kanoko Shibori, bei denen es Jahre dauern kann, bis sie fertig sind. Muster werden durch eine Reihe verschiedener Techniken erzeugt, bei denen der Stoff gebunden wird, entweder mit Holzformen, die vor dem Färben auf den Stoff geklemmt werden, mit Fäden, die um winzige Stoffkneifen gewickelt werden, oder mit Stoffabschnitten, die mit Faden zusammengezogen und dann mit widerstandsfähigen Materialien wie Kunststoff oder (traditionell) den Hüllen der Pflanze Phyllostachys bambusoides (in Japan entweder als Kashirodake oder Madak bekannt) verschlossen werden. unter anderem Techniken. Der für Shibori vorbereitete Stoff wird meist von Hand gefärbt, wobei das ungefärbte Muster sichtbar wird, wenn die Einbände vom Stoff entfernt werden.
Shibori-Techniken decken eine Reihe von Formalitäten ab, wobei All-Shibori Yukata (informell), All-Shibori Furisode (formell) und All-Shibori Obiage besonders verbreitet sind. Shibori kann durch die zeitaufwändige Verwendung von handbemalten Farben weiter veredelt werden, eine Technik, die als Tsujigahana (wörtl. "Blumen an der Kreuzung") bekannt ist. Dies war eine gängige Technik in der Muromachi-Zeit und wurde im 20. Jahrhundert von dem japanischen Färbekünstler Itchiku Kubota wiederbelebt. Aufgrund des Zeitaufwands bei der Herstellung von Shibori-Stoffen und des geringen Pools an Künstlern, die über Kenntnisse in dieser Technik verfügen, werden nur noch einige Varianten hergestellt, und brandneue Shibori-Kimonos sind äußerst teuer in der Anschaffung.

### Liste dekorativer Techniken
- Woven patterns
  - 藍|あい, Ai, einfarbiges Indigo mit eingewebten Schatten
  - Shima, gewebte Streifen
  - Koushi, Karotuch
  - Kasuri, traditionelle japanische Ikat-Technik
  - Rinzu, geometrischer oder figürlicher Damast
- Stofffärbetechniken
  - Shibori, traditionelle Form des Batikens
    - Tsujigahana, wiederbelebte Form des Batikens

  - Reservetechnik
    - Tsutsugaki, Technik mit einer monochromen Reservage
    - Yūzen, Technik mit polychromer Reservage bei der manchmal Ganzstoffschablonen verwendet werden
    - Katazome, schablonierte Reservetechnik, die sich wiederholt
    - Rōketsuzome, Färben mit Wachsreserve
    - Ise katagami, Schablonentechnik
    - Bingata, traditionelle Schablonentechnik aus Okinawa
- Gestickte Muster
  - Boro, traditionelles japanisches Patchwork
  - Sashiko, Art von Ziernähten zur Verstärkung von Stoffen
  - Kogin-zashi, eine Zählstich-Unterart von Sashiko

### Kleidungsstücke und andere Stoffteile
- Kimono
- Kosode, der Vorgänger des Kimono
- Kichō, Typ eines traditionellen Raumteilers aus Stoffbahnen
- Noren, Typ eines Türvorhangs

### Regional Unterschiede bei Tanmonos
- Kijōka-bashōfu, Stoff aus Bananenfasern aus  Kijōka, Oshinawa
- Kumejima-tsumugi, eine Kasuri-gefärbte schwarzbraune Rohseide aus Kumejima, Okinawa
- Miyako jofu, ein Kasuri-gefärbtes Ramie-Tuch aus Miyakojima, Okinawa
- Nishijin-ori, traditioneller Stoff aus der Provinz Nishijin, Kyoto
- Saga Nishiki, Brokat aus Saga mit einer Kette aus behandeltem Papier
- Yūki-tsumugi, eine Kasuri-gefärbte Rohseide aus Yūki, Ibaraki